# Transilien
Transilien este numele rețelei de trenuri de suburbie a operatorului SNCF Mobilités (parte a Grupului SNCF responsabilă cu exploatarea trenurilor), ce deservește în principal gările din Île-de-France. Zona acoperită nu corespunde complet cu limitele administrative ale regiunii: trenurile deservesc de asemenea unele gări din Haute-Normandie,  Picardie și chiar din regiunea Centre-Val de Loire. De asemenea, unele gări de la marginea regiunii nu sunt deservite de această rețea, ci doar de rețeaua TER a regiunilor vecine. Transilien este „moștenitorul” trenurilor de suburbie ce existau încă de la sfârșitul secolului al XIX-lea.
Transilien exploatează împreună cu RATP primele două linii ale rețelei expres regionale din Île-de-France (RER): RER A și RER B. Celelalte trei linii RER, C, D și E sunt exploatate exclusiv de Transilien. Liniile rețelei RER traversează Parisul prin subteran dintr-o parte în alta (cu excepția liniei E, pentru care acest lucru se va întâmpla de-abia în 2020).
Această rețea cuprinde de asemenea alte nouă linii non-RER (liniile H, J, K, L, N, P, R, U și T4), care pleacă/sosesc în marile gări ale Parisului, cu excepția liniei U care leagă aglomerarea Saint-Quentin-en-Yvelines de cartierul La Défense și a liniei de tramvai T4 care leagă gările Aulnay-sous-Bois și Bondy.
„Transilien”, la fel ca și „TER” sau „TGV”, este o marcă a SNCF Mobilités. Creată pe 20 septembrie 1999, ea se aplică doar trenurilor de călători și gărilor administrate de „Direcția Île-de-France” a SNCF Mobilités. De aceea, liniile feroviare exploatate de  RATP (o parte din liniile A și B a RER) nu fac parte din Transilien. Rețeaua de căi ferate, care este proprietatea SNCF Réseau (ex-RFF, azi parte a noii companii), este de asemenea folosită de trenurile de călători pe distanțe lungi, inclusiv serviciile TGV, Intercités, precum și de alți operatori de transport (Renfe, DB, Eurostar, Thalys, Venice-Simplon-Orient-Express etc.) și de trenurile de marfă.

## Istoric

### Apariția trenurilor de suburbie
Mărirea costului caselor în urma lucrărilor baronului Haussmann (de redesenare a Parisului) și condițiile de igienă din interiorul orașului au prvocat mutarea muncitorilor și mai apoi a angajaților ce lucrau în capitală către suburbia rurală. Trenurile de suburbie le-au permis și le permit în continuare să ajungă la locurile de muncă din centrul regiunii.
Hărțile topografice succesive ale IGN arată urbanizarea suburbiilor Parisului de-a lungul deceniilor, plecând din vecinătatea gărilor liniilor de suburbie. În regiune, și în special în sudul capitalei franceze, liniile urmăresc fundul văilor deoarece locomotivele cu abur nu puteau urca pante abrupte: urbanizarea platourilor are loc de-abia odată cu democratizarea automobilului pentru marele public în a doua parte a secolului al XX-lea. Automobilul permite atât deplasările direct la muncă, cât și locuirea mai departe de gară, acolo unde prețul terenurilor și chiriile sunt mai mici decât în apropierea gărilor.
Geografii folosesc expresii imaginare pentru a descrie aceste două perioade: urbanizarea se face în „degete de mănușă” de-a lungul liniilor de tren (palma fiind chiar Parisul), apoi în „pată de ulei”, odată cu apariția automobilului ce permite locuirea mai departe de gară.

### După război

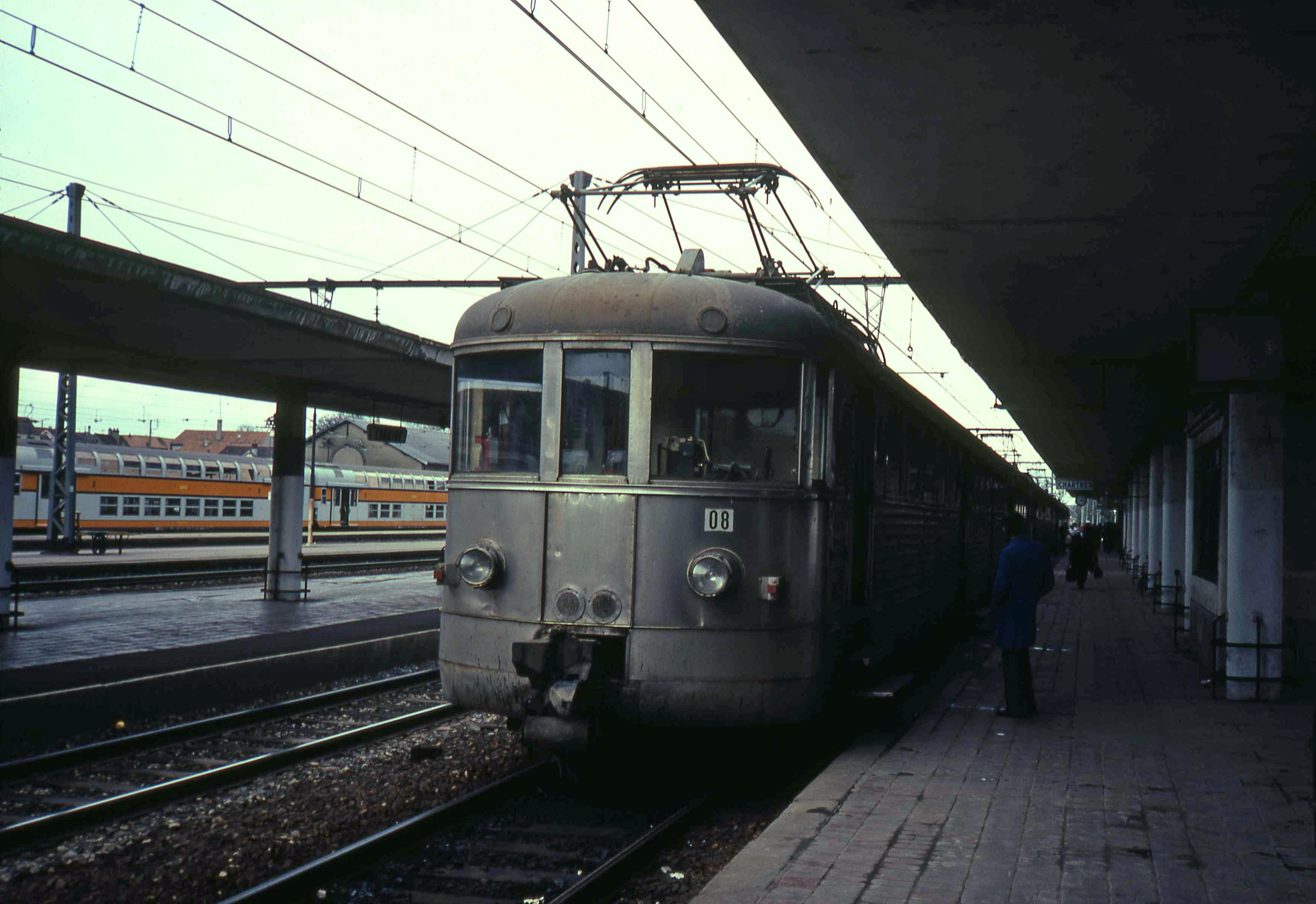
O ramă Z 3700 în gara Chartres, în.

În 1938, nou-înființata SNCF exploatează linii și materiale rulante diferite, lăsate moștenire de vechile companii. Dacă vestul orașului pare favorizat, datorită liniilor electrificate și a automotoarelor performante, restul rețelei este încă departe de aceste norme. În timpul celui de-al doilea război mondial, traficul este puternic limitat, în special datorită bombardamentelor care distrug depourile și o parte din materialul rulant. Condițiile de transport sunt dificile, și rămân astfel mai mulți ani după război, perioadă în care trebuie refăcute multe lucrări de artă. Amintirea neplăcută a acestor ani și multiplicarea metodelor individuale de transport face ca traficul să se reducă între 1946 și 1958, cu o prăpastie între 1952 și 1958.
Din 1959 până în 1969, electrificarea liniilor marchează începutul modernizării progresive a rețelei feroviare, cu dispariția definitivă a locomotivelor cu abur în 1970. Multiplicarea ambuteiajelor pe șosele și modernizarea rețelei aduc o nouă etapă de creștere a traficului. Între 1969 și 1988, venirea RER provoacă o evoluție radicală a imaginii transportului feroviar. Linia A a RER cunoaște o creștere spectaculoasă a traficului, care o conduce la saturație în mai puțin de un deceniu.
Pe 1 septembrie 1999, clasa I a fost scoasă din toate trenurile rețelei de suburbie, ca și din RER, deoarece nu reprezenta decât 1% din numărul călătorilor. Ea fusese scoasă din metroul din Paris în 1991.

### Eticheta Transilien

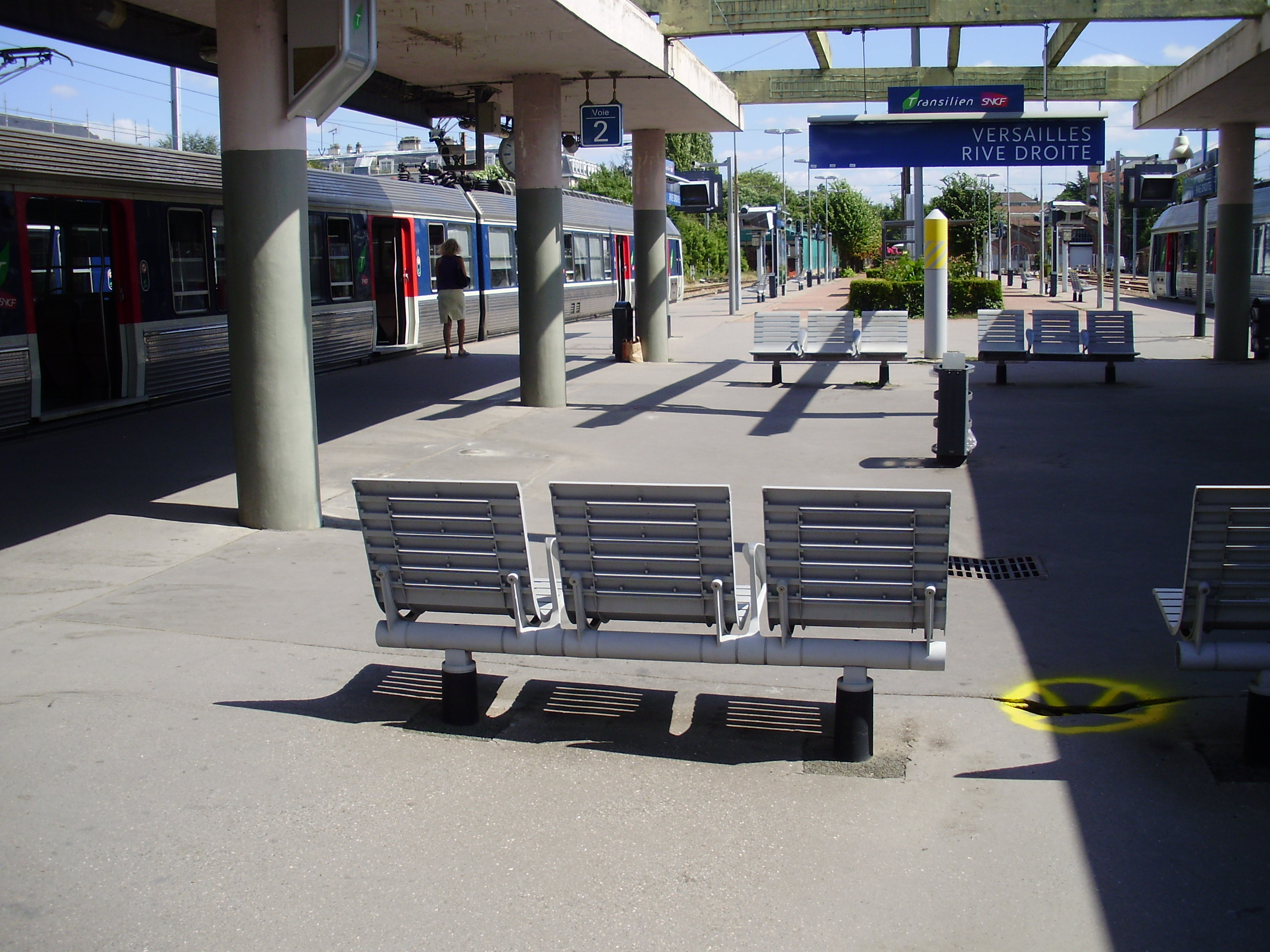
Mobilier și semnalizare în gara Versailles - Rive Droite, în august 2010.

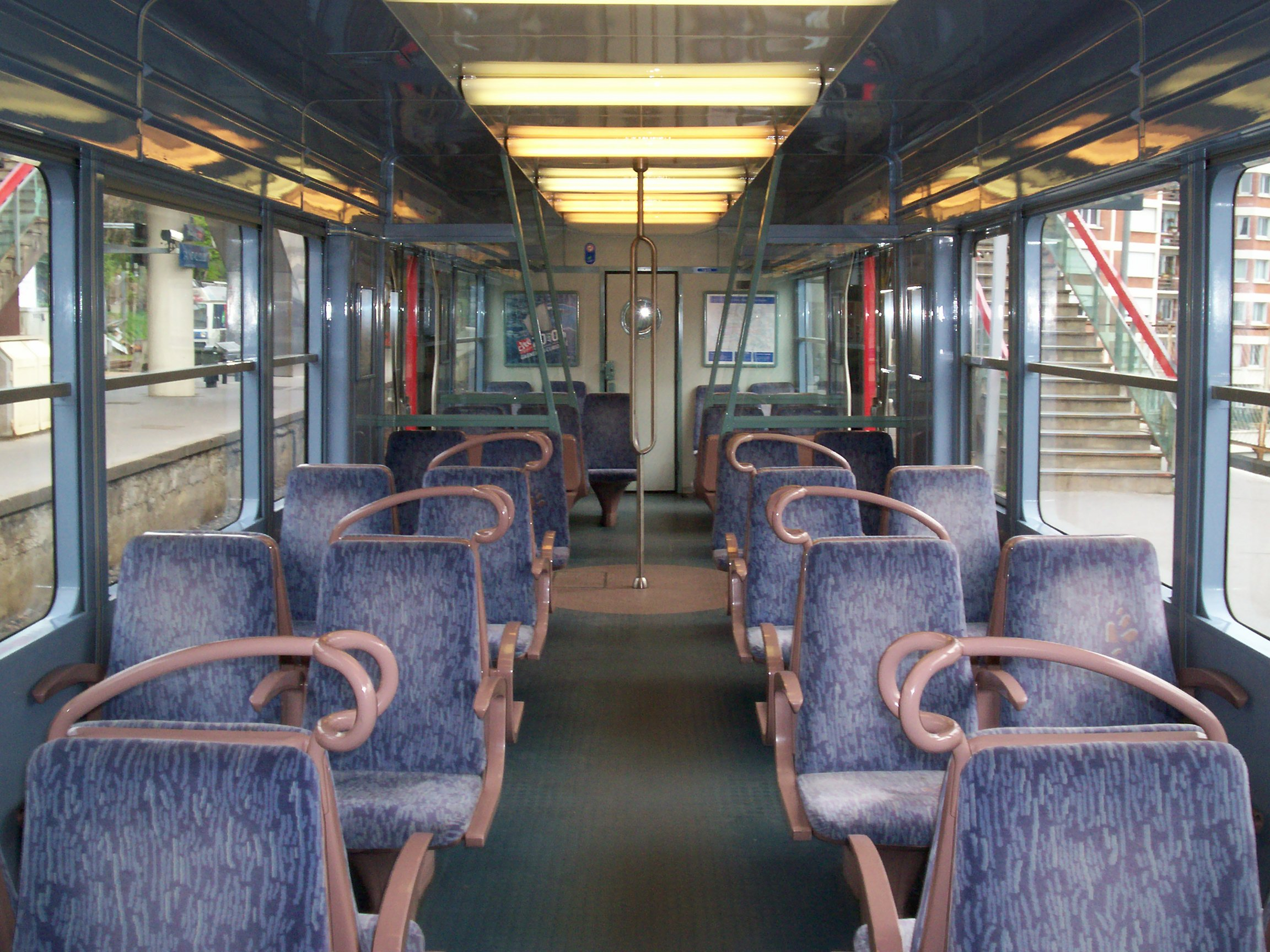
Interiorul unei rame Z 6400 cu eticheta Transilien

În ciuda investițiilor făcute în ultimele 3 decenii ale secolului al XX-lea, rețeaua de suburbie suferă de o imagine proastă față de călători, decidenți și colectivități. În timp ce RATP beneficiază de imaginea RER, care îi este asociată, precum și de o aură de modernitate datorată logoului vizibil, rețeaua SNCF evocă trenuri învechite, întârzieri cronice și gări neprimitoare.
Societatea pune deci la punct o normă minimală de amenajare și renovare a gărilor și materialului rulant, precum și o imagine  vizibilă pentru marele public. După căutarea unui nume reprezentativ, în care au fost luate în considerare variante precum TER Île-de-France, Citélien, și chiar generalizarea numelui RER, până la urmă va fi ales numele Transilien, care devină noua imagine de marcă a rețelei. Numele este prezentat oficial pe 20 septembrie 1999, odată cu realizarea unui caiet de sarcini: gările trebuie să respecte anumite criterii minimale de confort și modernizare pentru a putea folosi eticheta. Ulterior, numele este transformat într-o marcă, la fel ca și TGV, TER sau Intercités. Modernizarea materialului rulant este mult mai scumpă și de aceea este făcută progresiv. Prima ramă ce folosește numele Transilien este Z 6435/6, din seria Z 6400.

### Denumirea liniilor non RER

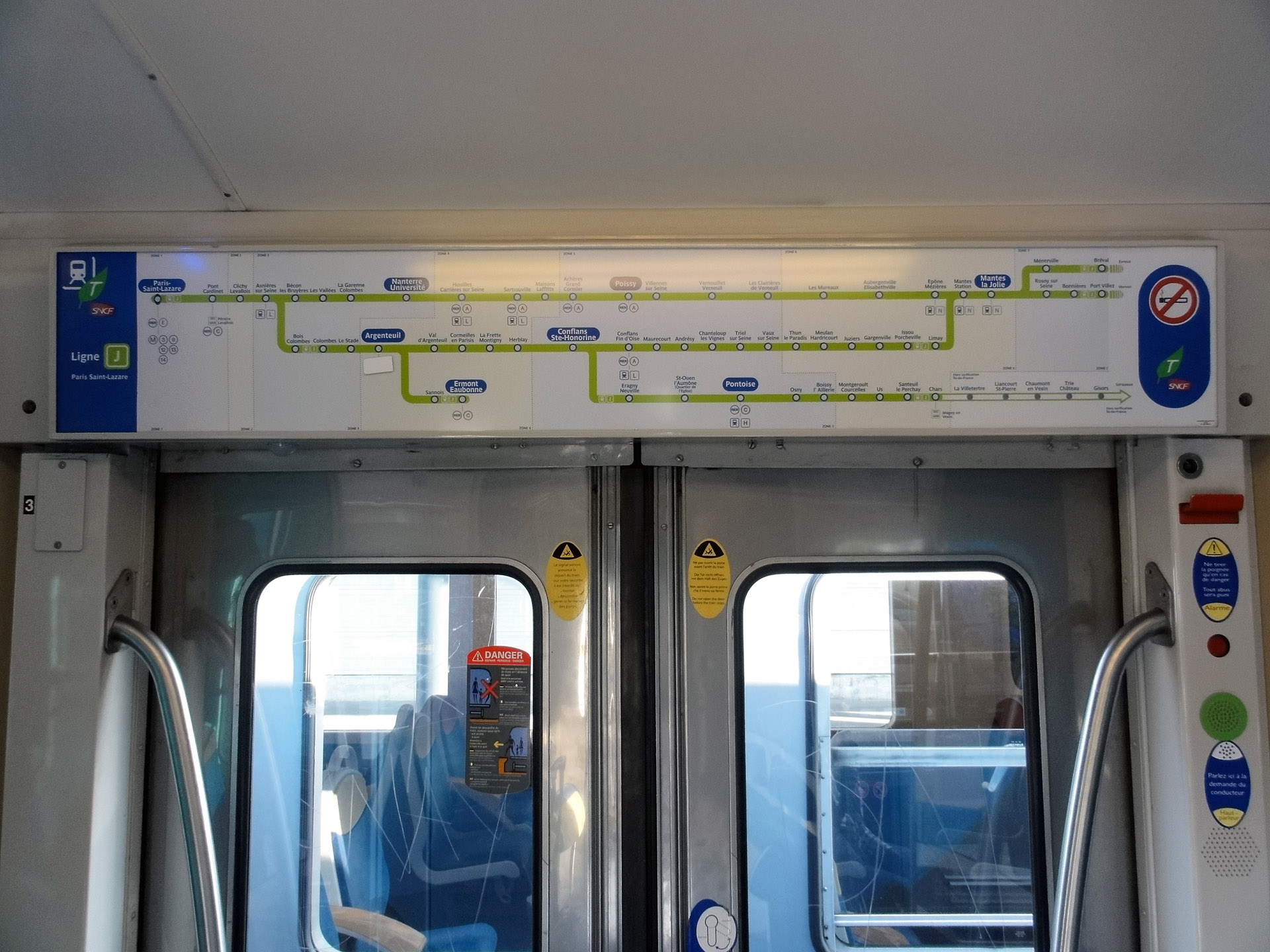
Planul liniei J în interiorul unei rame de inox de suburbie (RIB), în.

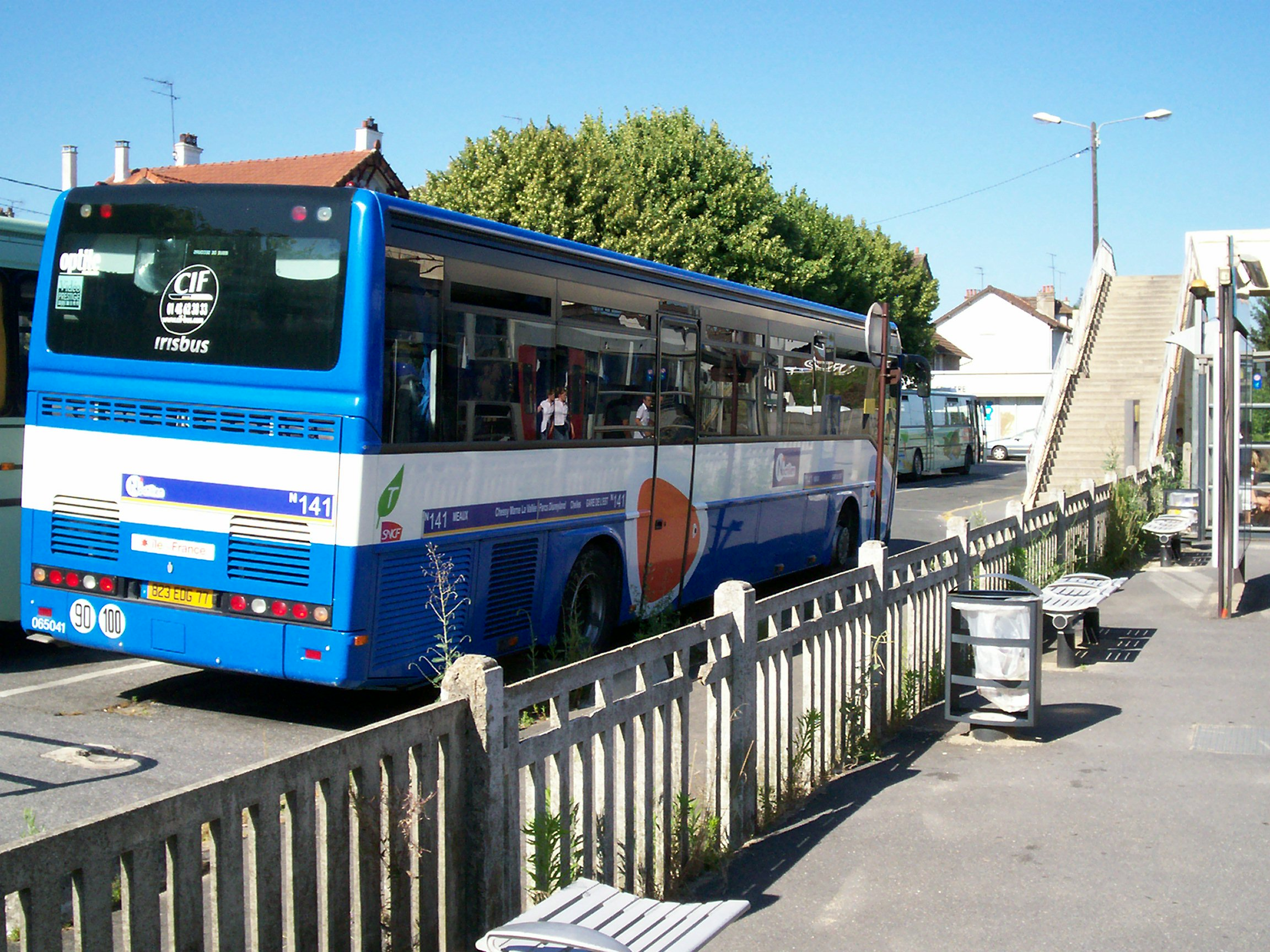
Un autobuz SNCF Transilien al liniei P în gara Esbly.

În 2001, SNCF elaborează o nomenclatură care uniformizează denumirea liniilor non RER. Aceasta este adusă la cunoștința clienților prin ediția 2001 a planului rețelei, doar în versiunea afișată în gări. Această nomenclatură instituie 5 linii non RER, F, G, H, J și K, ce corespund celor 5 rețele feroviare din Île-de-France:
| Nomenclatura 2001 | Rețea Transilien |
| ----------------- | ---------------- |
| Linia F           | Saint-Lazare     |
| Linia G           | Montparnasse     |
| Linia H           | Nord             |
| Linia J           | Est              |
| Linia K           | Lyon             |

La sfârșitul lui 2004, denumirea liniilor este din nou schimbată. Ea abandonează principiul "o linie o rețea" pentru liniile F (Saint-Lazare) și H (Nord), fiecare împărțită în 2 noi linii: linia F dă naștere liniilor J și L, pe când linia H este divizată în H și K. Această remaniere permite și punerea în valoare a liniei tangențiale La Défense - La Verrière creată în 1995, transformând-o într-o linie de sine stătătoare, linia U. Această nomenclatură, încă în vigoare, descrie 8 din cele 9 linii actuale :
| Nomenclatura 2004 | Anterior          | Precizări                        |
| ----------------- | ----------------- | -------------------------------- |
| Linia H           | Linia H           | -                                |
| Linia J           | Linia F           | Grupele IV, V și VI              |
| Linia K           | Linia H           | Axa Paris-Nord - Crépy-en-Valois |
| Linia L           | Linia F           | Grupele II și III                |
| Linia N           | Linia G           | -                                |
| Linia P           | Linia J           | -                                |
| Linia R           | Linia K           | -                                |
| Linia U           | Linia F / Linia G | Legătura La Verrière-La Défense  |

Pe 20 noiembrie 2006, a noua linie non RER a rețelei Transilien este dată în funcționare: este vorba de linia tram-tren T4 care leagă Aulnay-sous-Bois de Bondy, în Seine-Saint-Denis.

## Rețeaua actuală

### Prezentare

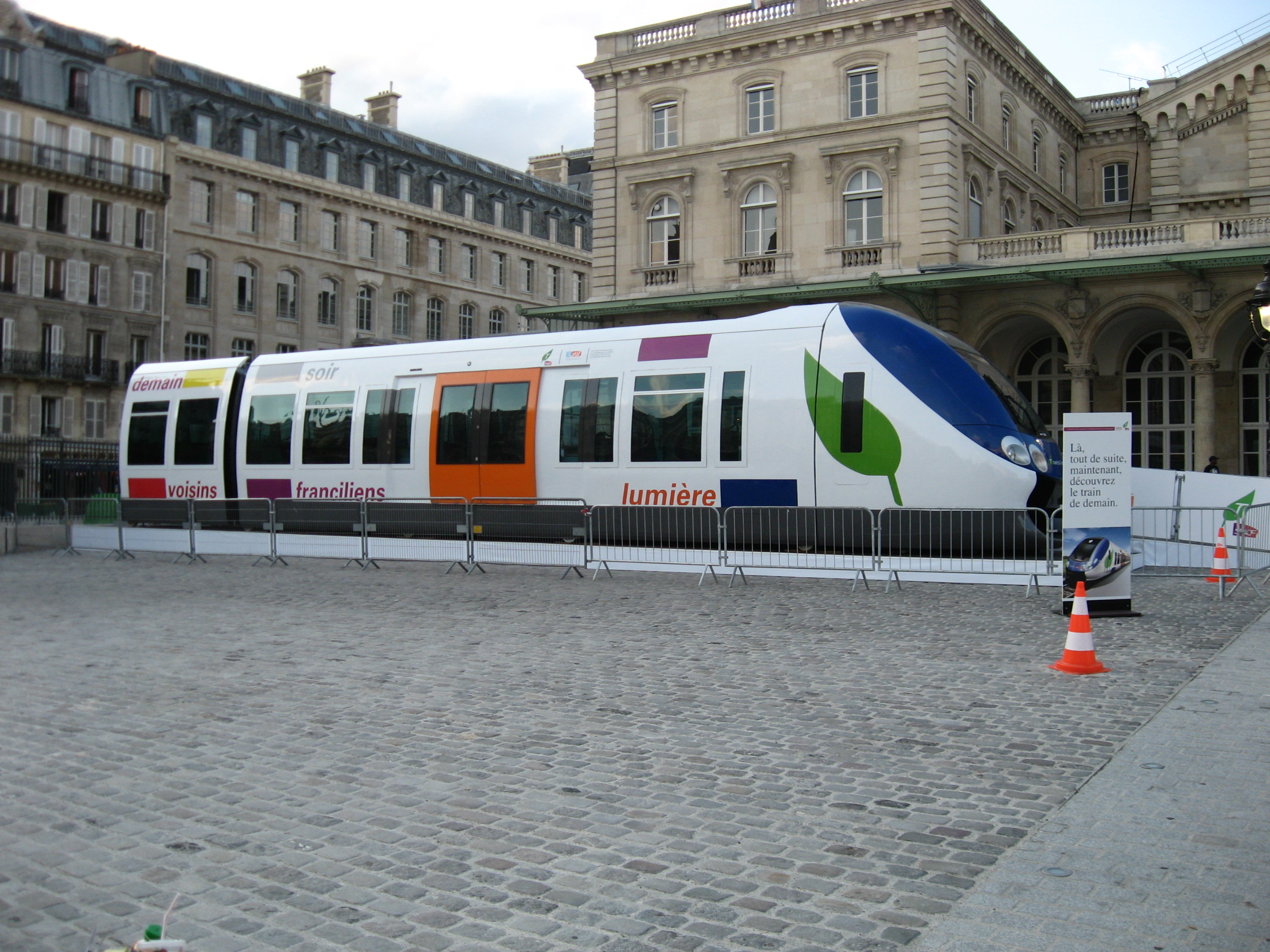
Prezentarea noilor trenuri în gara Paris-Est în iunie 2008.

Rețeaua Transilien este divizată în 5 regiuni (specifice SNCF și diferite de cele oficiale), la rândul lor divizate în linii identificate cu litere. Cele 5 regiuni sunt  Paris Nord, Paris Est, Paris Sud-Est, Paris Rive-Gauche și Paris Saint-Lazare. Exploatarea lor este complexă deoarece liniile, materialul rulant și instalațiile prezintă caracteristici tehnice diverse, cum ar fi:
- coexistența macazelor de diferite tipuri;
- alimentare electrică diferită pe anumite rețele;
- secțiuni de linie situate la mare distanță, chiar în afara Île-de-France, ceea ce mărește timpii de parcurs ai trenurilor;
- folosirea marilor gări pariziene ca terminus;
- folosirea gărilor în diferite moduri (terminus/origine/cu deservire/fără deservire)
- exploatare în zone concentrice;
- densitate mare a trenurilor;
- amestecarea tipurilor de trenuri: TER, Intercités (tren între regiuni), Grandes Linias al SNCF-Voyages (ex-VFE), Transilien, RER, marfă, și chiar TGV, nu permite separarea fluxurilor de călătorie pe rețea.

Trenurile Transilien reprezintă 75% din traficul feroviar al regiunii, celelalte 25% repartizându-se între trenurile inter-regiuni, TER al regiunilor vecine și trenuri de marfă. Importanța rețelei este vizibilă în timpul grevelor punctuale ale personalului SNCF sau când există incidente tehnice grave ce perturbează rețeaua. Mii de călători ajung cu întârziere la locul de muncă sau decid chiar să nu mai facă deplasarea.
Ținând cont de distribuția geografică a liniilor, exploatarea se face în zone concentrice, în general 3, trenurile câtre zonele mai îndepărtate fiind directe sau semi-directe (cu puține opriri în zonele apropiate de Paris). Acest sistem permite un mai bun echilibru între gradul de ocupare al trenurilor și timpii de parcurs către gările mai îndepărtate. Această metodă, introdusă odată cu modernizarea rețelei Veste de către Raoul Dautry în anii 1920, este repusă în discuție de  Syndicat des transports d'Île-de-France (STIF), autoritatea organizatoare a rețelei, care este compusă din aleși locali. Este impusă o ameliorare a deservirii comunelor apropiate de Paris prin introducerea mai multor trenuri care să oprească în fiecare stație, mărind astfel timpul de traseu pentru călătorii care locuiesc departe de Paris.

### Caracteristici

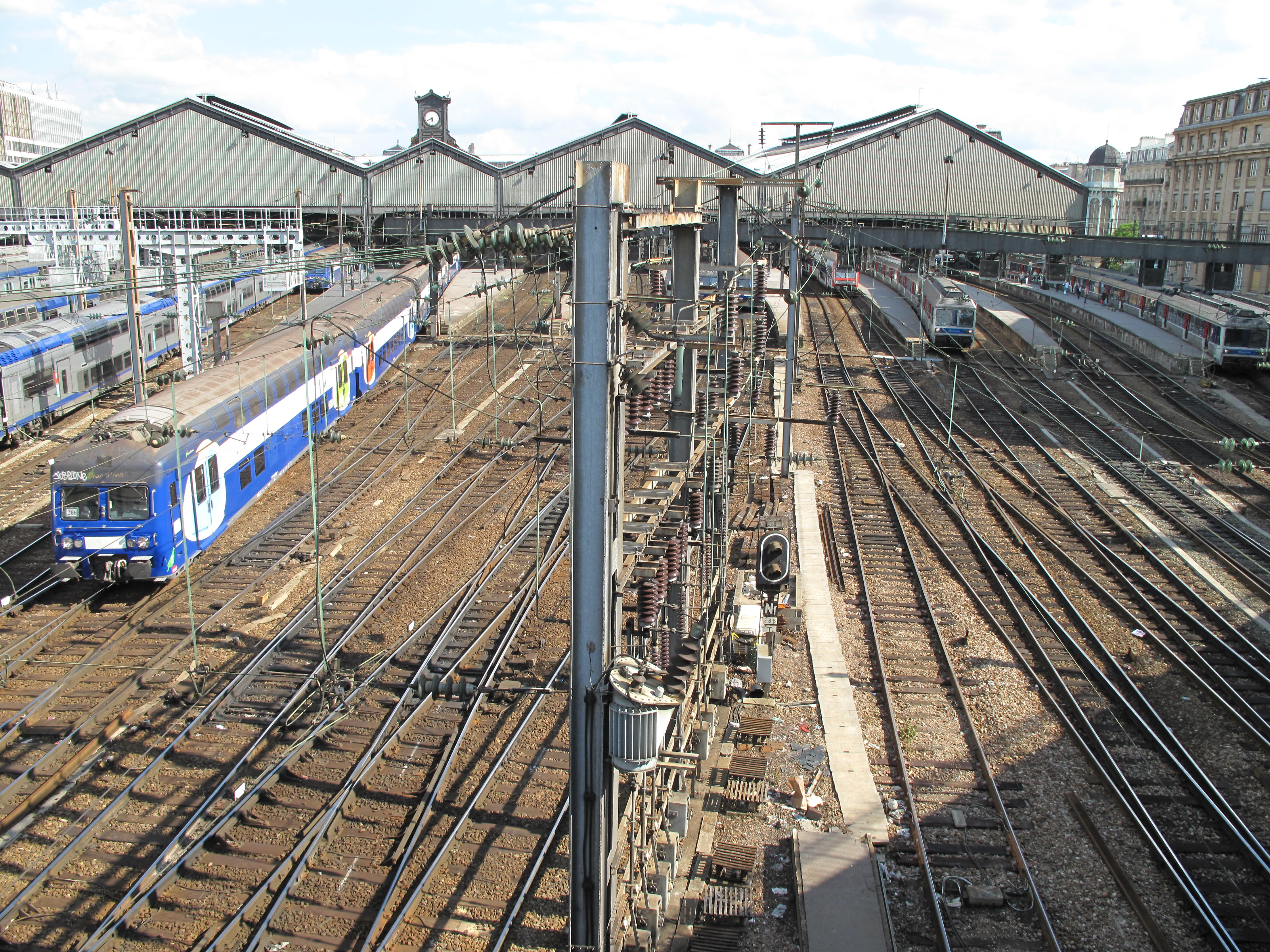
Vedere a secțiunii Transilien din gara Saint-Lazare, dinspre piața Europei, în 2009.

În 2010, rețeaua feroviară din regiune (cu excepția liniilor RATP) avea 3.783 km de cale, mai mult de 400 de gări și aproape de 500 de treceri la nivel.. Această rețea, ce reprezintă mia mult de 10% din rețeaua feroviară a Franței (30.000 km), transportă zilnic 7500 de trenuri, adică o treime din numărul la nivel național. Trenurile de pe această rețea transportau zilnic 2,7 milioane de călători în 2010 și 2,9 milioane în 2012, pe când întregul trafic TER era de 800.000 călători pe zi.. Din aceste trenuri, cele 6.200 de trenuri Transilien (80% din total și aproape tot atâtea câte trenuri TER există în restul Franței) circulă în fiecare zi lucrătoare. Deplasările sunt 60% cu scop profesional, dar procentul este în scădere. Această evoluție impune o modificare a mersului trenurilor în favoarea orelor mai puțin frecventate, a serilor și weekendurilor.
În cea mai mare parte, rețeaua funcționează de la ora 5 la ora 0:30, 365 de zile pe an. Pentru a menține un serviciu de noapte, a fost pus la punct din septembrie 2000 un serviciu rutier de autobuze de noapte. Acest serviciu a fost unit cu serviciul echivalent RATP în 2005, fiind redenumit Noctilien. Are 35 de linii din care 8 sunt exploatate de SNCF.
Liniile RER prezintă particularitatea că traversează Parisul (cu excepția momentană a liniei E), evitând astfel transbordarea pasagerilor. Transilien exloatează liniile C, D și E ale RER. Liniile A, între Nanterre-Préfecture și Cergy/Poissy, și B la nord de Gara de Nord fac de asemenea parte din rețeaua Transilien, chiar dacă ele sunt exploatate parțial de RATP. Restul rețelei feroviare din Île-de-France este format din 16 linii de metrou și 8 linii de tramvai exploatate de RATP. În schimb, linia 4 de tramvai este exploatată de SNCF.

### Paisprezece linii
| Tip        | Linia                | Exploatant | Număr de gări (2006) | Lungime în km (2006) | Număr de trenuri pe zi (2006) | Număr de călători pe zi (2006) | Material folosit (2015)                                              |
| ---------- | -------------------- | ---------- | -------------------- | -------------------- | ----------------------------- | ------------------------------ | -------------------------------------------------------------------- |
| (RER)      | (A)                  | SNCF/RATP  | 46 (12/34)           | 108                  | 580                           | 1.000.000                      | MS 61 - MI 84 - MI 2N - MI 09                                        |
| (RER)      | (B)                  | SNCF/RATP  | 47 (16/31)           | 80                   | 540                           | 600.000                        | MI 79 - MI 84                                                        |
| (RER)      | (C)                  | SNCF       | 84                   | 187                  | 570                           | 455.000                        | Z 5600 - Z 8800 - Z 20500 - Z 20900                                  |
| (RER)      | (D)                  | SNCF       | 59*                  | 197*                 | 440                           | 550.000                        | Z 20500 câteodată rame Z 5300 și Z 5600 la sud de Paris-Gare de Lyon |
| (RER)      | (E)                  | SNCF       | 21                   | 56                   | 430                           | 210.000                        | Z 22500                                                              |
| Transilien | Linia H a Transilien | SNCF       | 46                   | 138                  | 360                           | 150.000                        | BB 17000+RIB/RIO - Z 50000                                           |
| Transilien | Linia J a Transilien | SNCF       | 52                   | 256                  | 445                           | 193.000                        | BB 17000+RIB/RIO - BB 27300+VB 2N - Z 50000                          |
| Transilien | Linia K a Transilien | SNCF       | 10                   | 61                   | 36                            | 10.300                         | BB 17000+RIB/RIO                                                     |
| Transilien | Linia L a Transilien | SNCF       | 40                   | 86                   | 650                           | 155.000                        | Z 6400 - Z 50000                                                     |
| Transilien | Linia N a Transilien | SNCF       | 35                   | 117                  | 275                           | 80.000                         | Z 5300 - BB 7600/BB 27300+VB 2N - Z 8800                             |
| Transilien | Linia P a Transilien | SNCF       | 40                   | 252                  | 230                           | 83.000                         | BB 17000/BB 67400+RIB/RIO - Z 20500 - B 82500 - U 25500 - Z 50000    |
| Transilien | Linia R a Transilien | SNCF       | 24                   | 164                  | 50                            | 51.000                         | Z 5300 - Z 5600 - Z 20500                                            |
| Transilien | Linia U a Transilien | SNCF       | 10                   | 31                   | 94                            | 17.000                         | Z 8800                                                               |
| (T)        | (4)                  | SNCF       | 11                   | 8                    | 170                           | 29.000                         | U 25500                                                              |

* Până la limitele regiunii Île-de-France

#### Cinci linii RER
Rețeaua RER este una din cele două rețele feroviare de transport în comun ce deservesc Paris și regiunea sa (cealaltă fiind Transilien, care înglobează o parte din RER).
Constituită din 5 linii, are 257 de stații și 587 km de șine (din care 76,5 km subterane, mai ales în interiorul orașului Paris) și este folosit de 2,7 milioane de călători pe zi. Din motive istorice, o parte din RER este administrată de RATP, în timp ce restul face parte din rețeaua SNCF.

#### Nouă linii non RER

##### Linia H

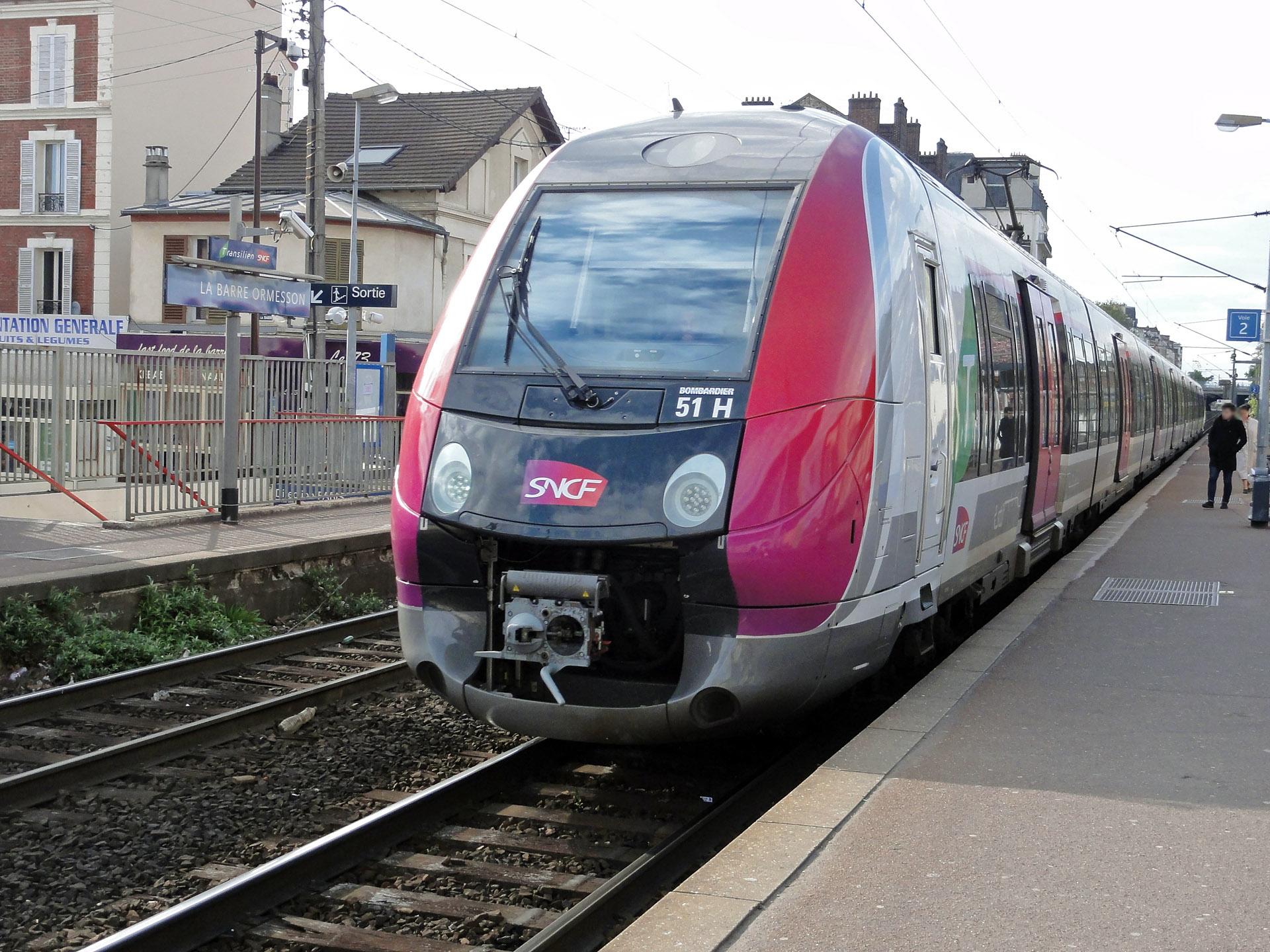
O ramă Francilien în gara La Barre-Ormesson, în.

Linia H (Rețeaua Nord Vest) deservește nordul regiunii Île-de-France, cu mai multe ramuri. Leagă Paris-Nord de Luzarches, Pontoise și Persan - Beaumont via Montsoult - Maffliers și via Valmondois. Mai are de asemenea o ramură transversală ce leagă Pontoise de Creil.
Ea transportă astăzi, în medie,  200.000 de călători în fiecare zi lucrătoare, adică 7% din clienții Transilien SNCF, mulțumită celor 476 de trenuri zilnice, adică un tren la fiecare 2 min 30s la orele de vârf.
Linia este echipată cu numeroase rame Francilien, dar și cu locomotive BB 17000 legate de rame RIB, întreținute în atelierele Technicentre din Paris-Nord, în depourile La Chapelle și Joncherolles.

##### Linia J

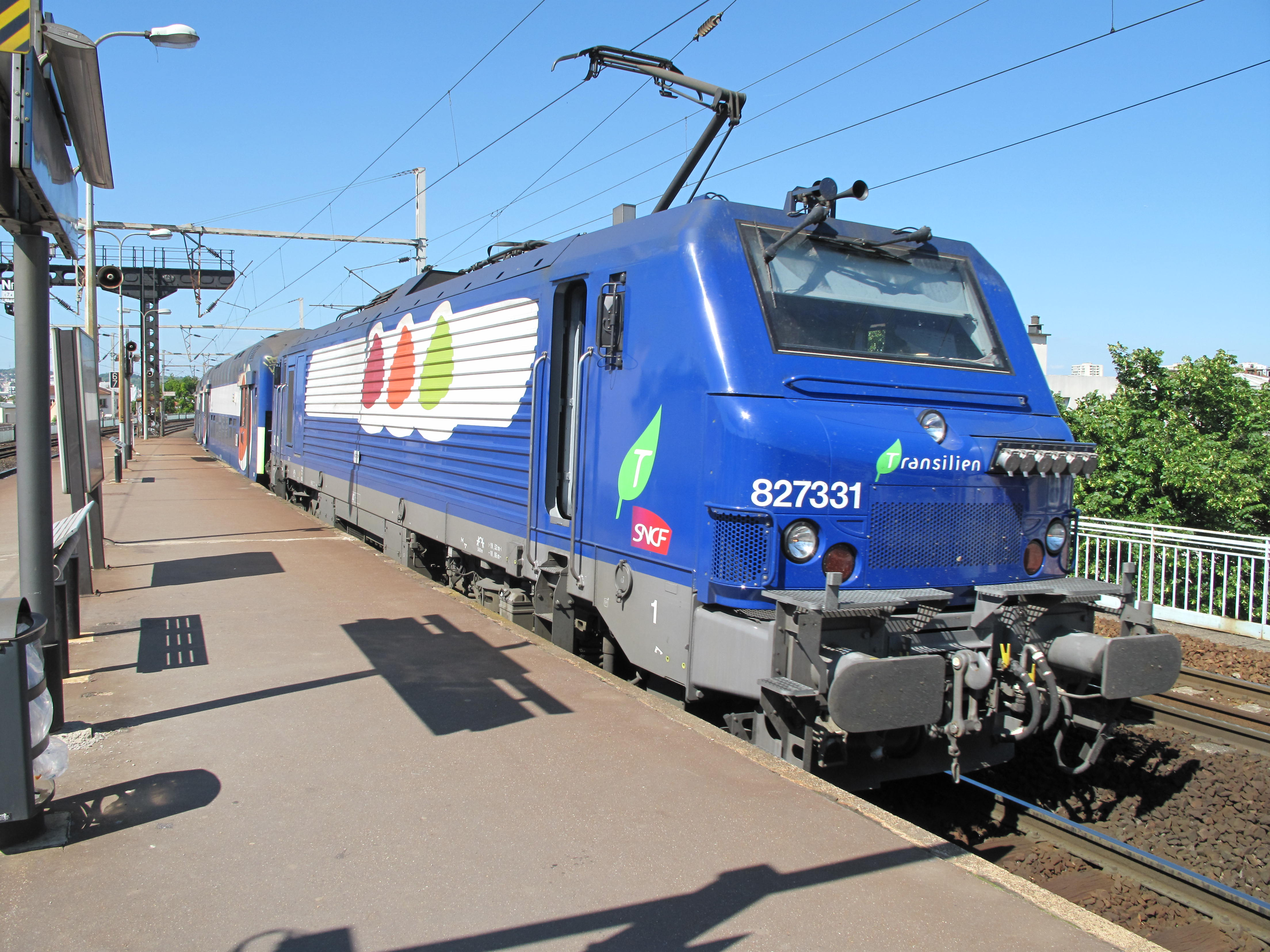
O locomotivă BB 27300 tractând o ramă VB 2N, la Colombes, în.

Linia J (Rețeaua Saint-Lazare Nord) deservește vestul regiunii Île-de-France, cu mai multe ramificări. Ea leagă gările Paris-Saint-Lazare și Ermont - Eaubonne, Gisors, Mantes-la-Jolie, Vernon - Giverny.
Ea transportă aproximativ 226.000 de călători pe zi, are 52 de gări prin care trec 521 de trenuri pe zi lucrătoare.
Linia folosește locomotive BB 17000 cu rame RIB, locomotive BB 27300 cu rame VB 2N, precum și rame de tip Z 50000, întreținute în atelierele Technicentre Paris-Saint-Lazare. 

##### Linia K

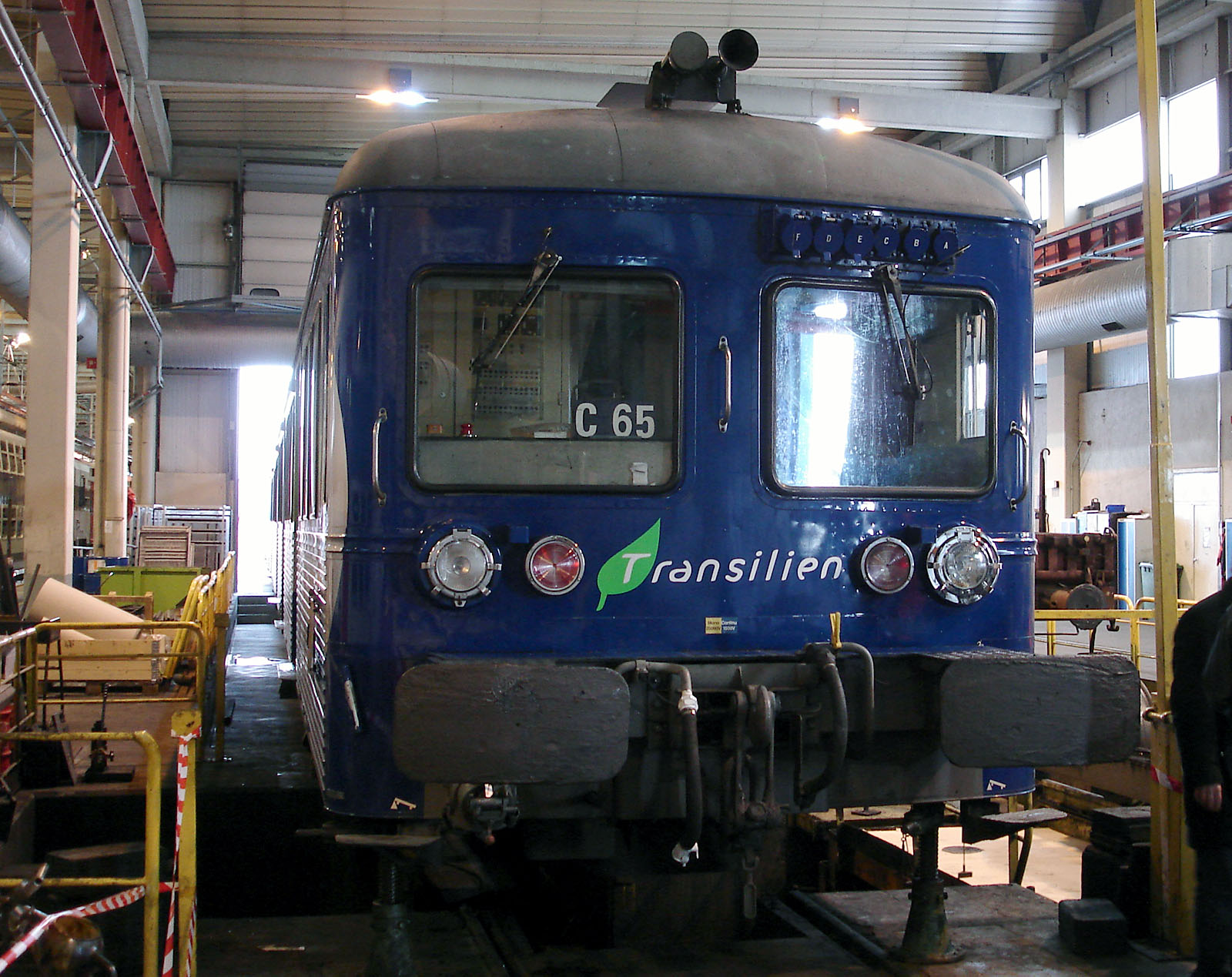
O ramă reversibilă de tip RIB in atelierele Technicentre Paris-Nord, în.

Linia K (Rețeaua Nord Est) deservește nord-estul Île-de-France, legând Paris-Nord de Crépy-en-Valois.
Ea transportă aproximativ 10.300 de călători pe zi lucrătoare.
Linia este echipată cu locomotive BB 17000 legate la rame RIB, toate întreținute în atelierele Technicentre Paris-Nord, la depoul Joncherolles. Până la începutul lui 2013, pe această linie au circulat și rame Z 6100 din Technicentre La Chapelle, mai cunoscute sub porecla „P'tits Gris”, care au fost în funcțiune mai bine de 40 de ani, dovedindu-și astfel robustețea.

##### Linia L

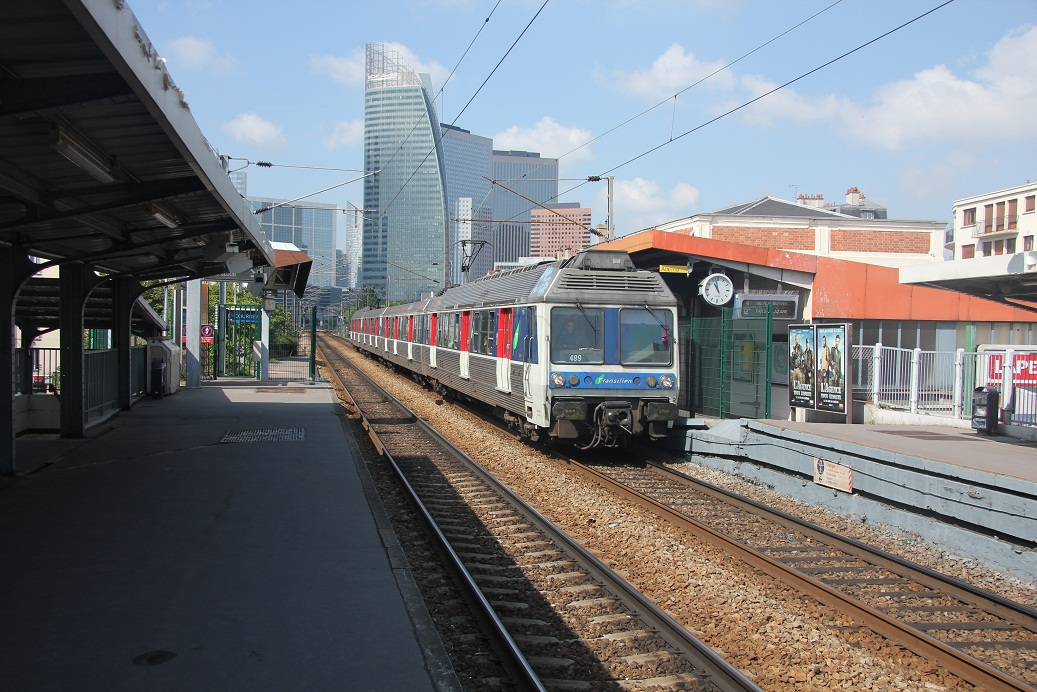
O ramă în gara Curbevoie, în 2010.

Linia L (Rețeaua Saint-Lazare Sud) deservește vestul Île-de-France, cu mai multe ramificații. Leagă gara Paris-Saint-Lazare cu  Cergy-le-Haut, Saint-Nom-la-Bretèche și Versailles-Rive-Droite, pe de o parte, dar și gara Saint-Germain-en-Laye-Grande-Ceinture de Noisy-le-Roi, pe de altă parte.
Ea transportă aproximativ 311.000 de călători pe zi lucrătoare, în 726 de trenuri.
Linia e echipată cu rame Z 6400 și Francilien (Z 50000) întreținute în cadrul Technicentre Paris-Saint-Lazare.

##### Linia N

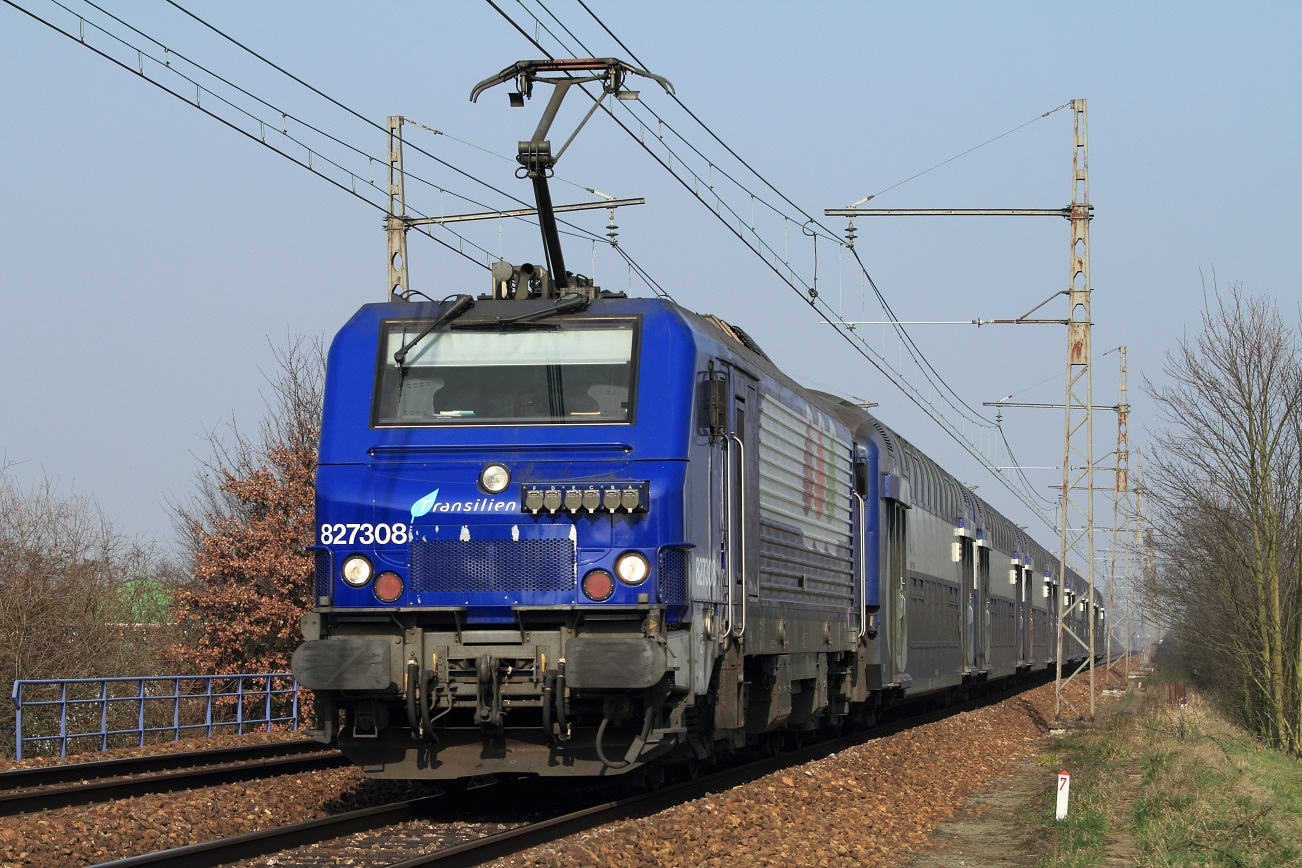
O locomotivă BB 27300 tractând o ramă VB 2N, între gările Coignières și Essarts-le-Roi, în 2011.

Linia N (Rețeaua Montparnasse) deservește vestul Île-de-France, cu mai multe ramificații. Leagă Paris-Montparnasse de Mantes-la-Jolie, Dreux și Rambouillet.
Transportă în medie 117.000 calători pe zi lucrătoare, folosind 277 de trenuri.
Linia e echipată cu locomotive BB 27300 și BB 7600 legate la rame VB 2N și Z 8800 (doar pe relațiile Paris-Montparnasse - Plaisir - Grignon, Paris-Montparnasse - Rambouillet și Paris-Montparnasse - Sèvres-Rive-Gauche). Aceste rame sunt întreținute în atelierele Technicentre Paris-Rive-Gauche, situl Montrouge.

##### Linia P

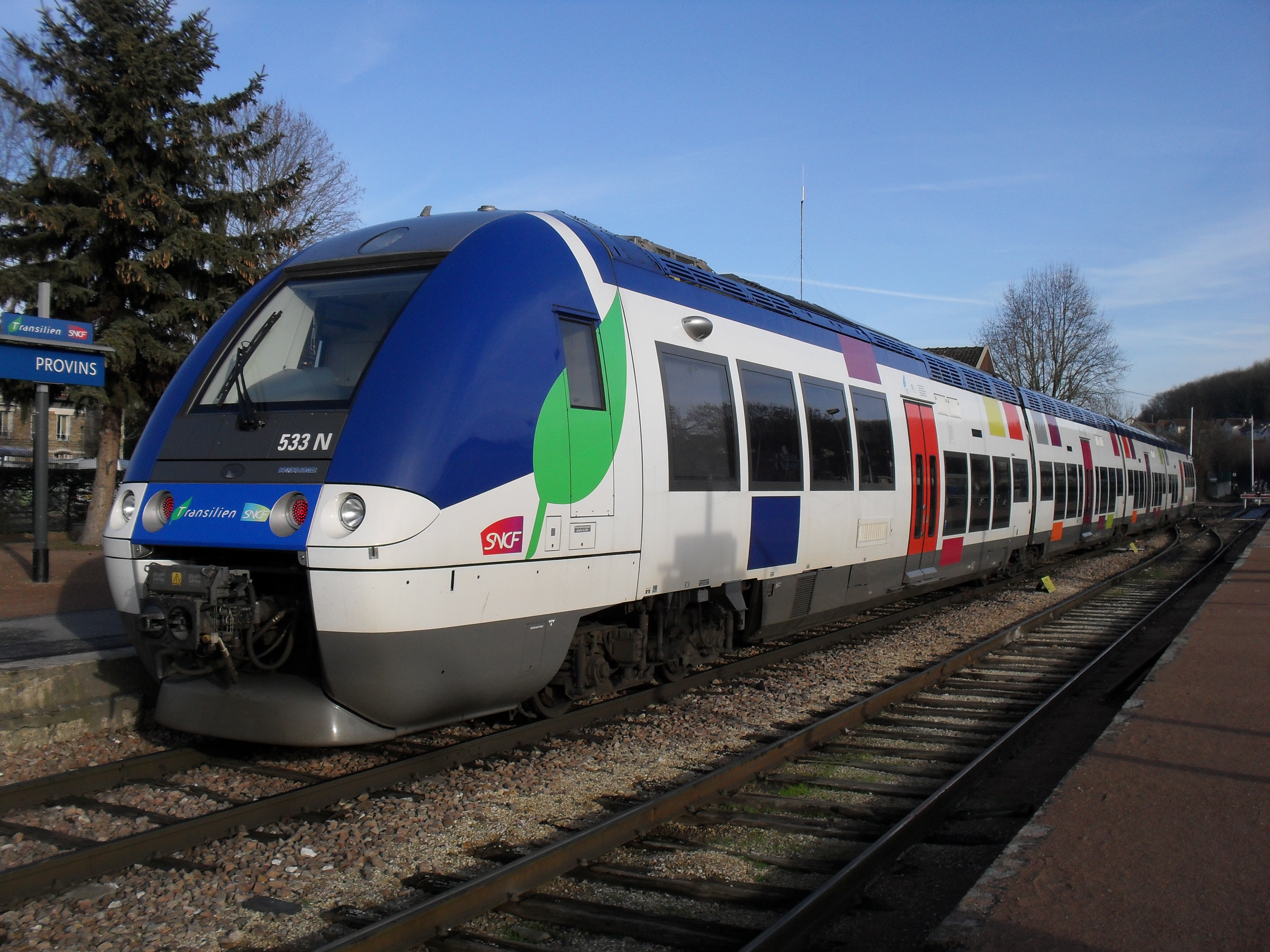
O B 82500 în gara Provins, în.

Linia P (Rețeaua Est) deservește estul Île-de-France, cu mai multe ramificații. Leagă Paris-Est de Château-Thierry și La Ferté-Milon via Meaux, dar și de Provins și Coulommiers. Pe aceeași linie circulă o navetă feroviară ce leagă Esbly de Crécy-la-Chapelle și un serviciu de autocare între Coulommiers și La Ferté-Gaucher.
Numărul de călători transportați este de 75.000 în zilele de lucru.
Linia este echipată cu rame B 82500, locomotive BB 17000 și BB 67400 ce trag rame RIB 70, rame de tram-tren U 25500, dar și tipurile Z 20500 și Francilien (Z 50000), întreținute în atelierele Technicentre Paris-Est situate la Noisy-le-Sec în Seine-Saint-Denis.

##### Linia R

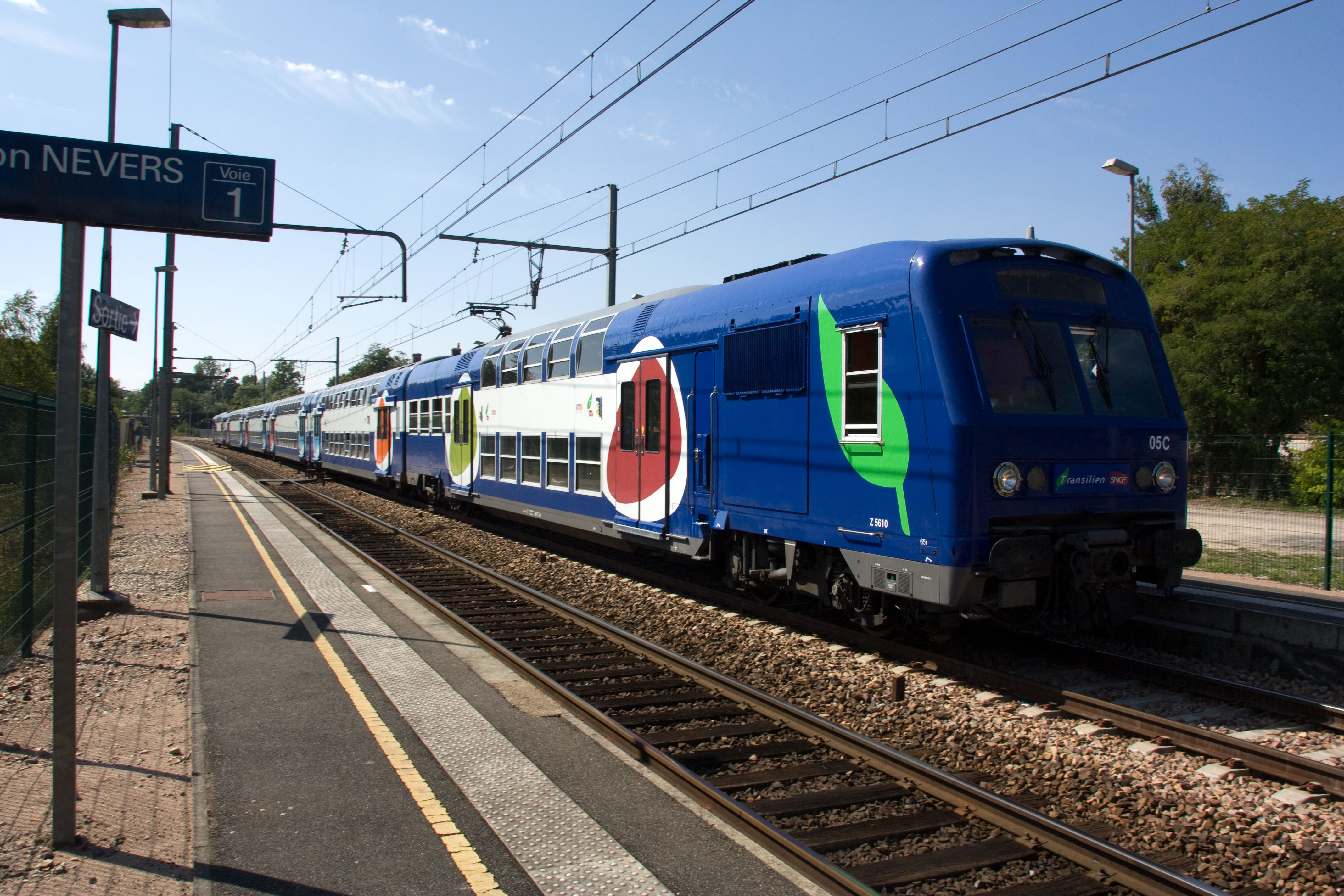
O Z 5600 în gara Bourron-Marlotte - Grez, în 2010.

Linia R (Rețeaua Paris-Lyon) deservește sud-estul regiunii, având mai multe ramificații ce leagă Paris-Gare de Lyon de Montereau (Seine-et-Marne) și Montargis (Loiret). Ultima parte a acestei ramuri se situează în regiunea  Centre-Val de Loire, fiind deci în afara administrării STIF.

Transportă aproximativ 45.000 de călători pe zi, folosind rame Z 5300, Z 5600 și Z 20500 întreținute în atelierele Technicentre Paris-Sud-Est, situate la Villeneuve-Saint-Georges, în departamentul Val-de-Marne.

##### Linia U

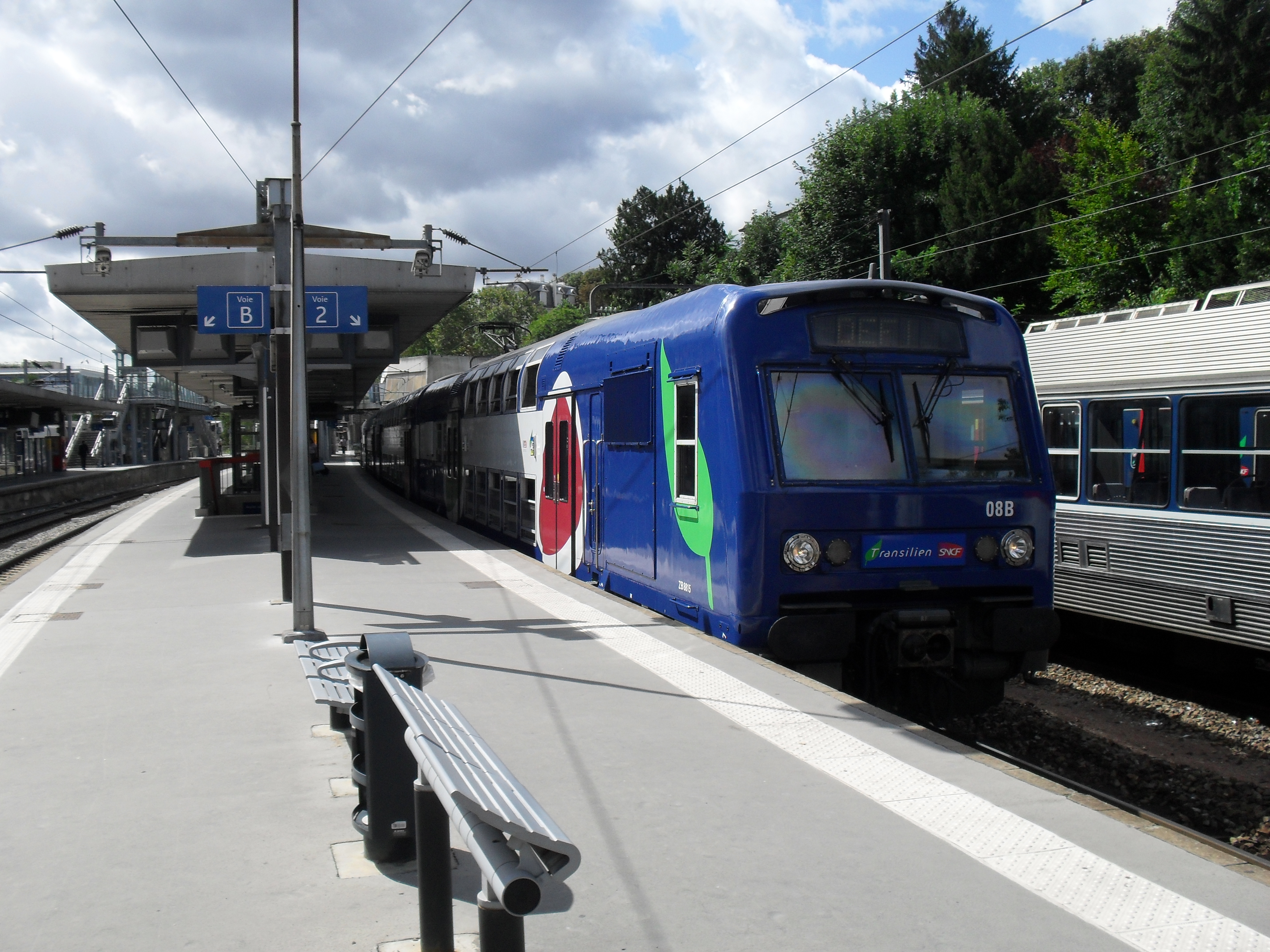
O ramă Z 8800 în gara Saint-Cloud, în 2012.

Linia U (Tangențiala) este o linie ce deservește vestul regiunii cu plecare din La Défense până la gara La Verrière, fără a trece prin Paris.
În zilele lucrătoare este folosită de 50.000 de călători.
Linia este echipată cu rame Z 8800 întretinute la atelierele din Trappes.

##### Linia T4

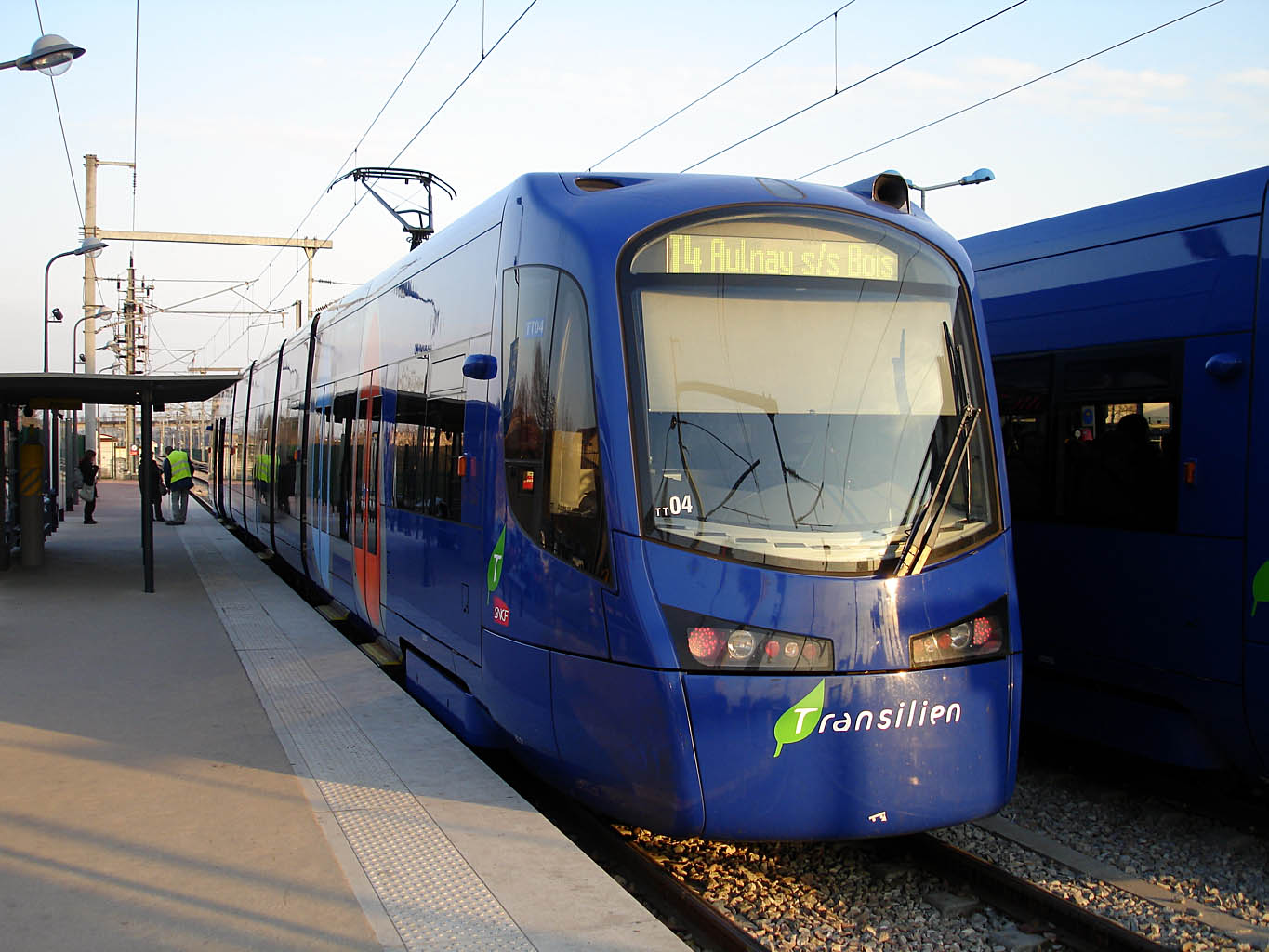
O ramă U 25500 în gara Bondy, în 2008.

Linia T4 este o linie de tram-tren, pusă în serviciu pe 20 noiembrie 2006 între localitățile Aulnay-sous-Bois și Bondy din deparamentul Seine-Saint-Denis.
Ea a fost construită prin transformarea și dublarea  liniei Coquetiers deschisă în 1875, pe care o urmează în întregime. A fost prima linia franceză de tram-tren, concept ce se va dovedi util odată cu prelungirea sa în mod tramvai în interiorul orașelor.
Linia e echipată cu 15 rame U 25500 construite de Siemens sub marca Avanto (nouă rame folosite în exploatarea curentă, patru în rezervă și două pentru întreținere), întreținute la Technicentre Paris-Est, situl Noisy-le-Sec, renovat odată cu apariția RER E.

### Material rulant

#### Istoric

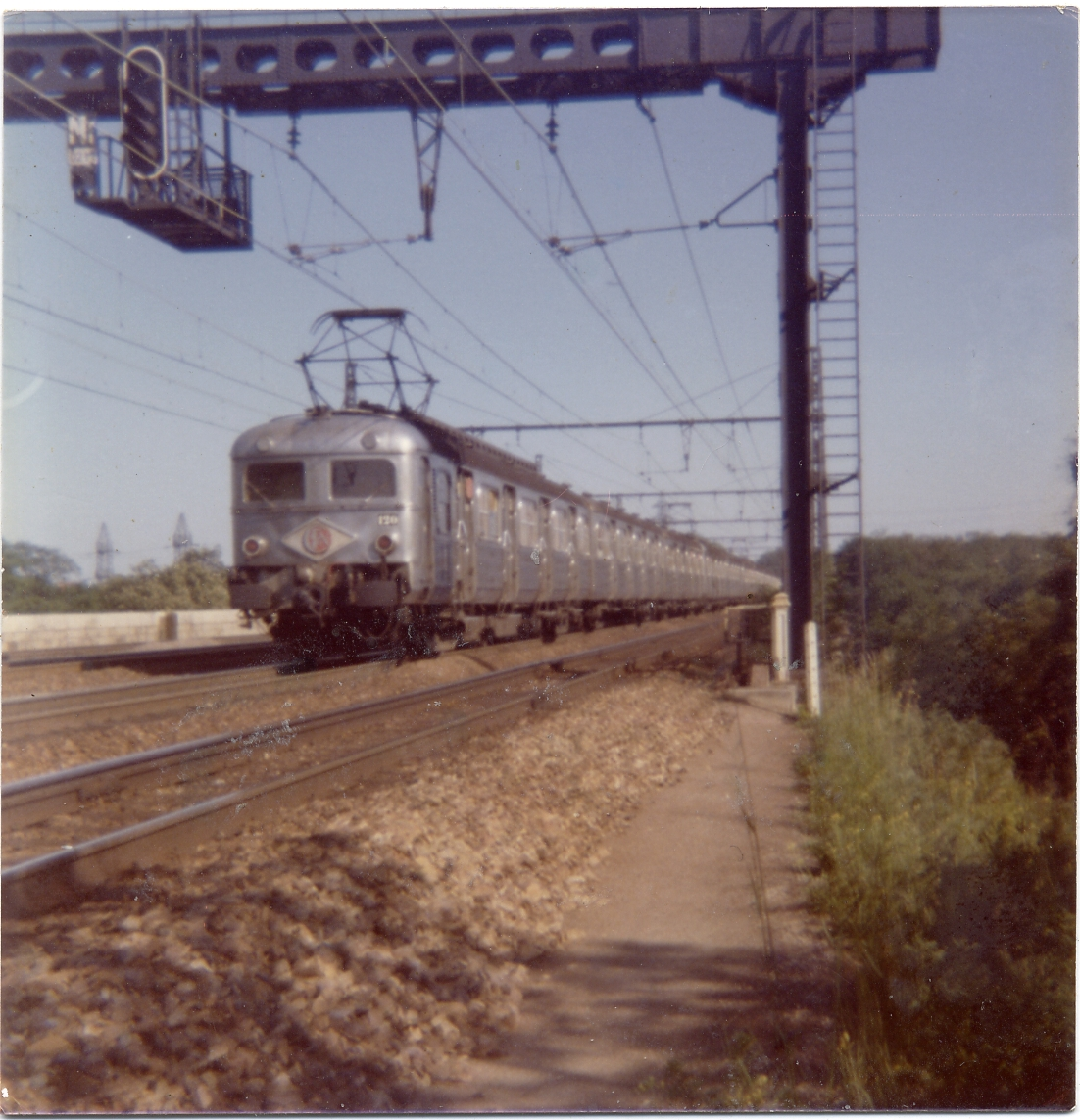
O Z 5100 cu 12 vagoane pe viaductul Brunoy, în 1977.

Materialul rulant folosit pe Transilien derivă dintr-o lungă evoluție a trenurilor de suburbie.
Pe 1 ianuarie 1991, parcul conținea 3430 de trenuri, în mare marte automotoare, dar și rame trase de locomotive, din care 400 de vagoane de tip RIB, 250 RIB/RIO și 589 VB 2N, cu o vârstă medie de 13,8 ani. Livrarea masivă de automotoare cu 2 etaje Z 20500 a permis completarea parcului mai multor linii și retragerea materialului mai vechi, precum  Z 5100 și începerea radierii ramelor RIB ce datau din anii 1960. Pentru inaugurarea RER E în 1999 au fost livrate 53 de rame Z 22500, similare din punct de vedere vizual cu ramele MI 2N Altéo ale RATP, permițând retragerea completă ale ramelor RIB 60.
În fine, 54 de rame Z 20900, mai moderne și confortabile decât modelul Z 20500 din care erau derivate, au fost livrate între 2001 și 2004. Ele au înlocuit ramele Z 5300 inox ale RER C și o parte din cele mai vechi Z 6100 ale rețelei Nord (liniile Transilien H și Transilien K). Între 2004 și 2009 au fost modernaizate mai multe tipuri de material rulant, dar nu a fost făcută nicio livrare de material rulant nou.
Pe 16 ianuarie 2002, în cadrul unei ceremonii la Gara Paris-Est, președintele SNCF Louis Gallois, prefectul regiunii Île-de-France Jean-Pierre Duport și președintele consiliului regional Jean-Paul Huchon au prezentat noile scheme de vopsire ale Transilien. Designul folosit a fost realizat, în urma unui contract semnat în 2000, de două agenții externe, RCP Design Global și Avant Première. Toate vehiculele au primit o schmă de vopsire bleu și gri, cu panouri de culoare pentru a pune în evidență ușile și caracteristicile interne. Totul a fost vopsit cu o vopsea anti-graffiti pentru a reduce impactul vandalismelor. Ramele au noi scaune ergonomice, cu scaune individuale în locul tradiționalelor bănci, si acestea acoperite cu un strat anti-graffiti. Circulația între vagoane și ușile au fost modificare pentru a ameliora distribuția călătorilor în trenuri.

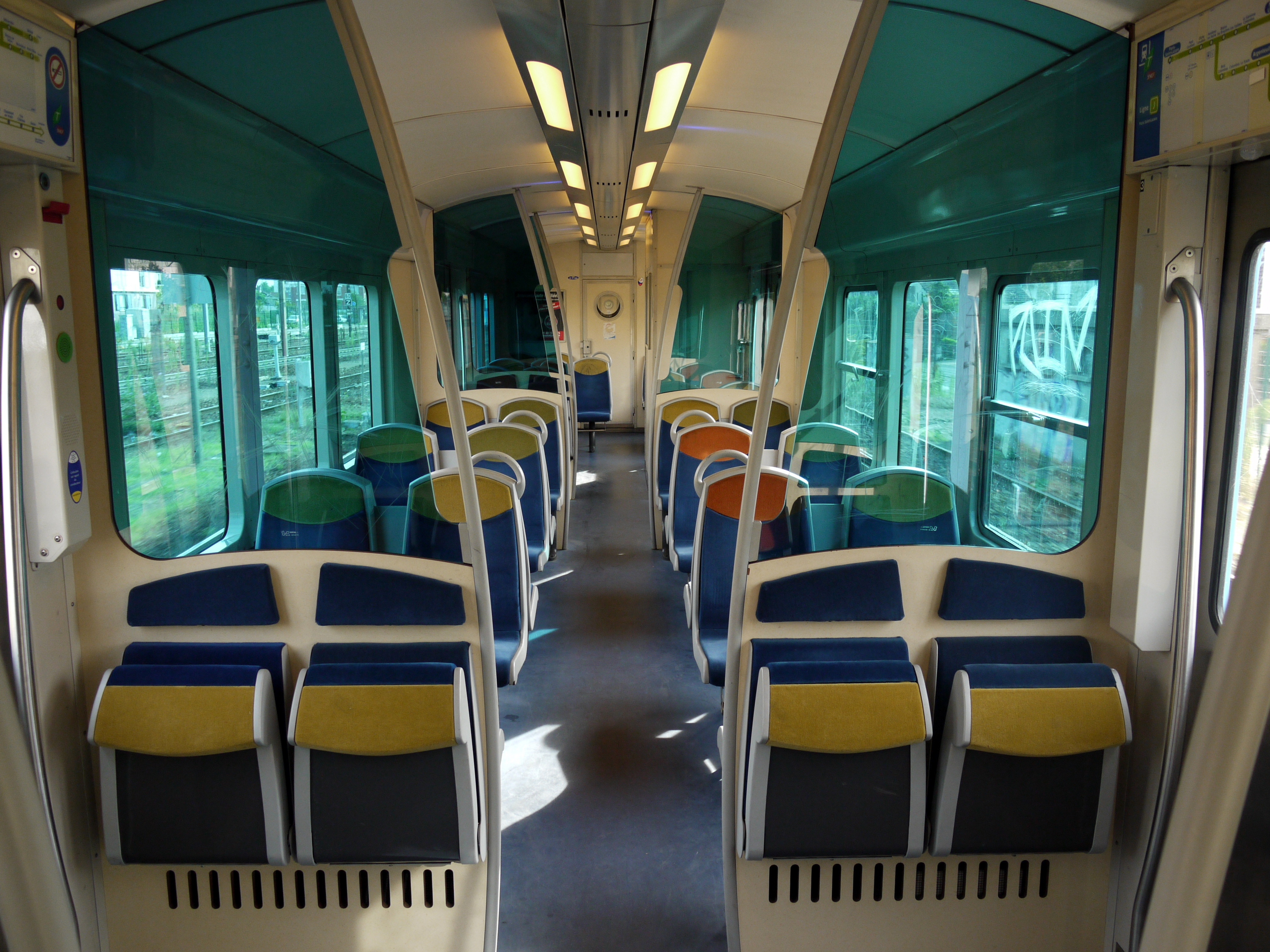
Interiorul unei rame de inox (RIB) renovată
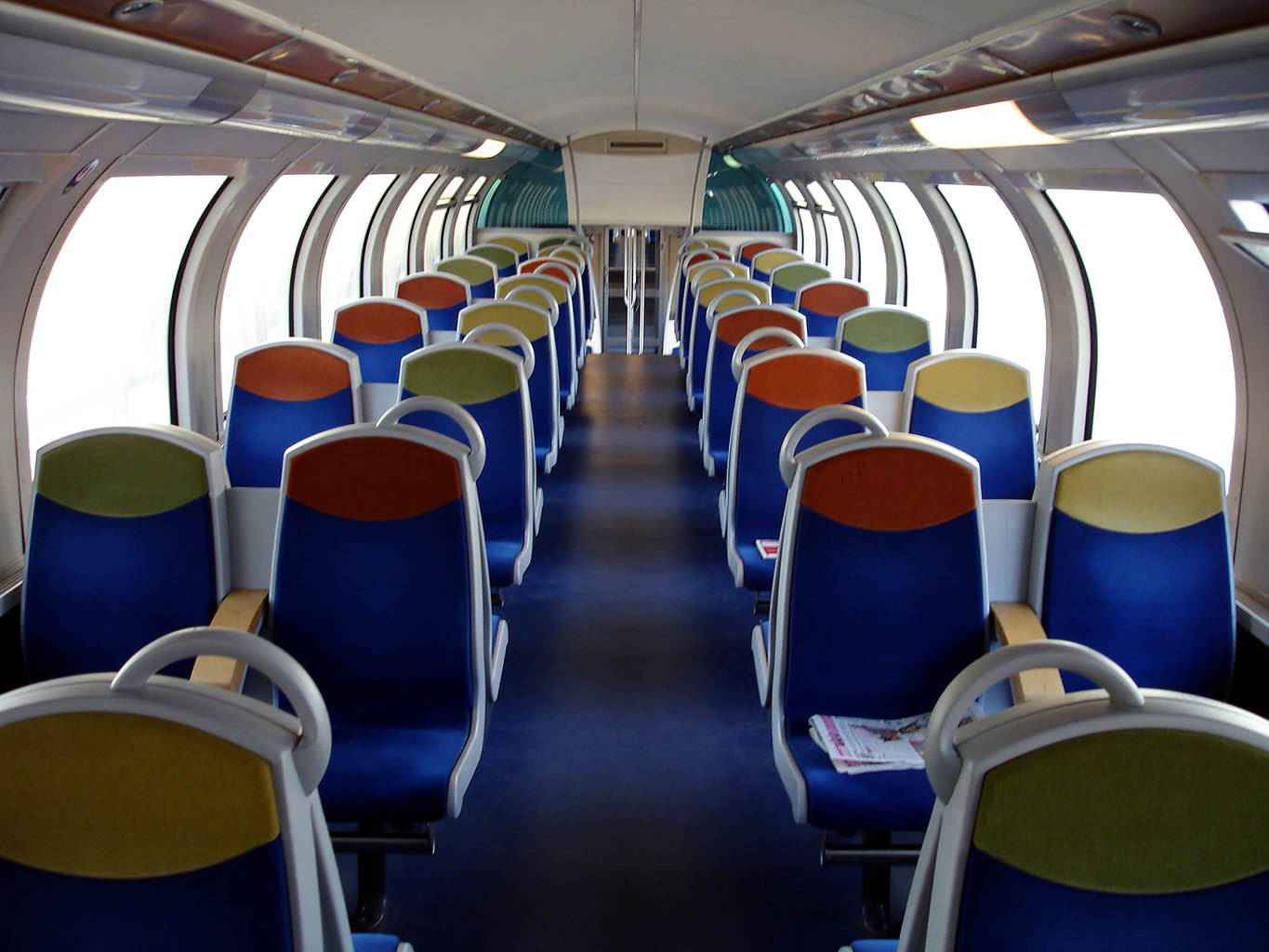
Sala superioară a unui vagon de suburbie cu etaj (VB 2N) renovat
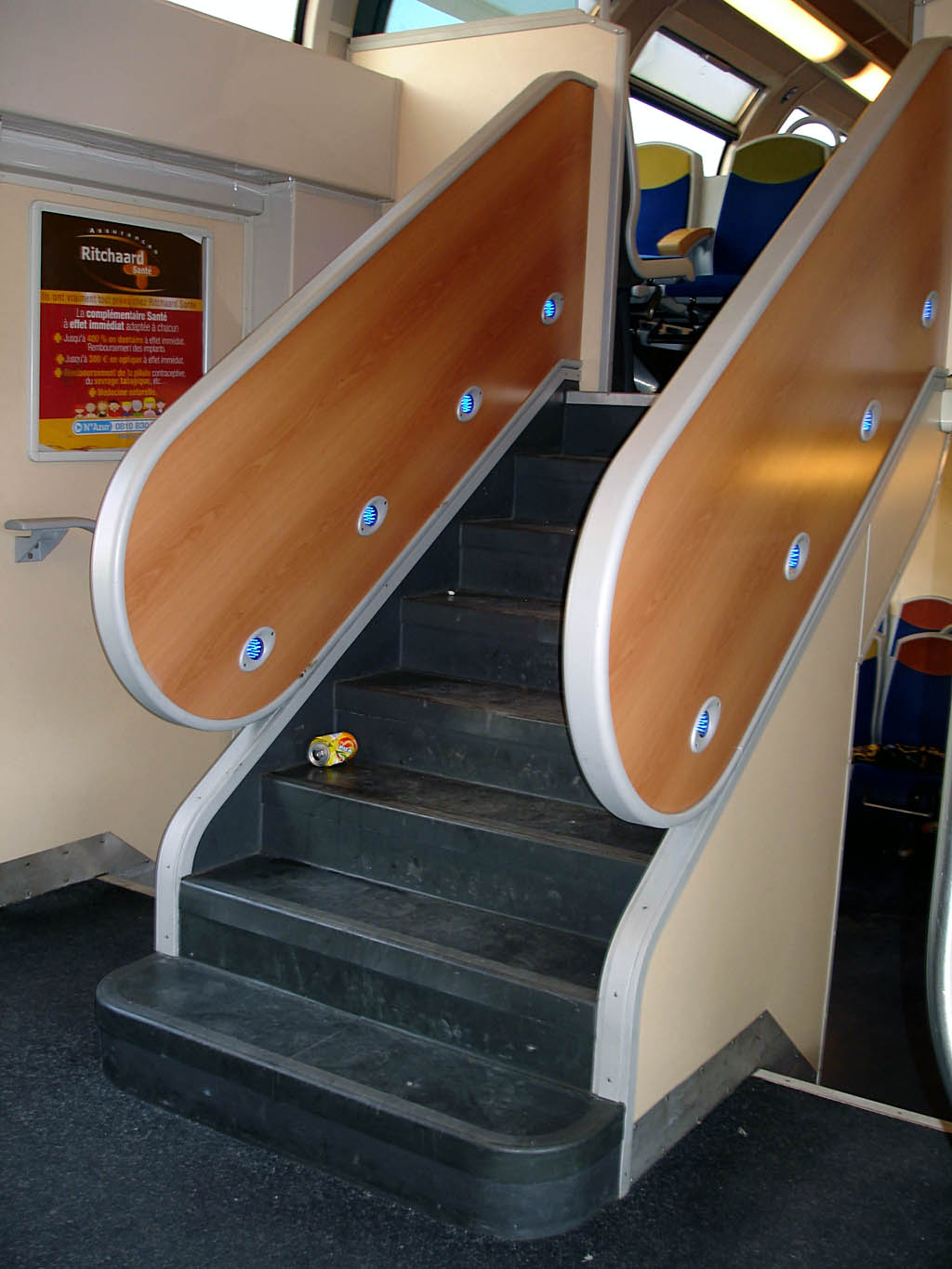
Scara interioară a unui vagon VB 2N renovat
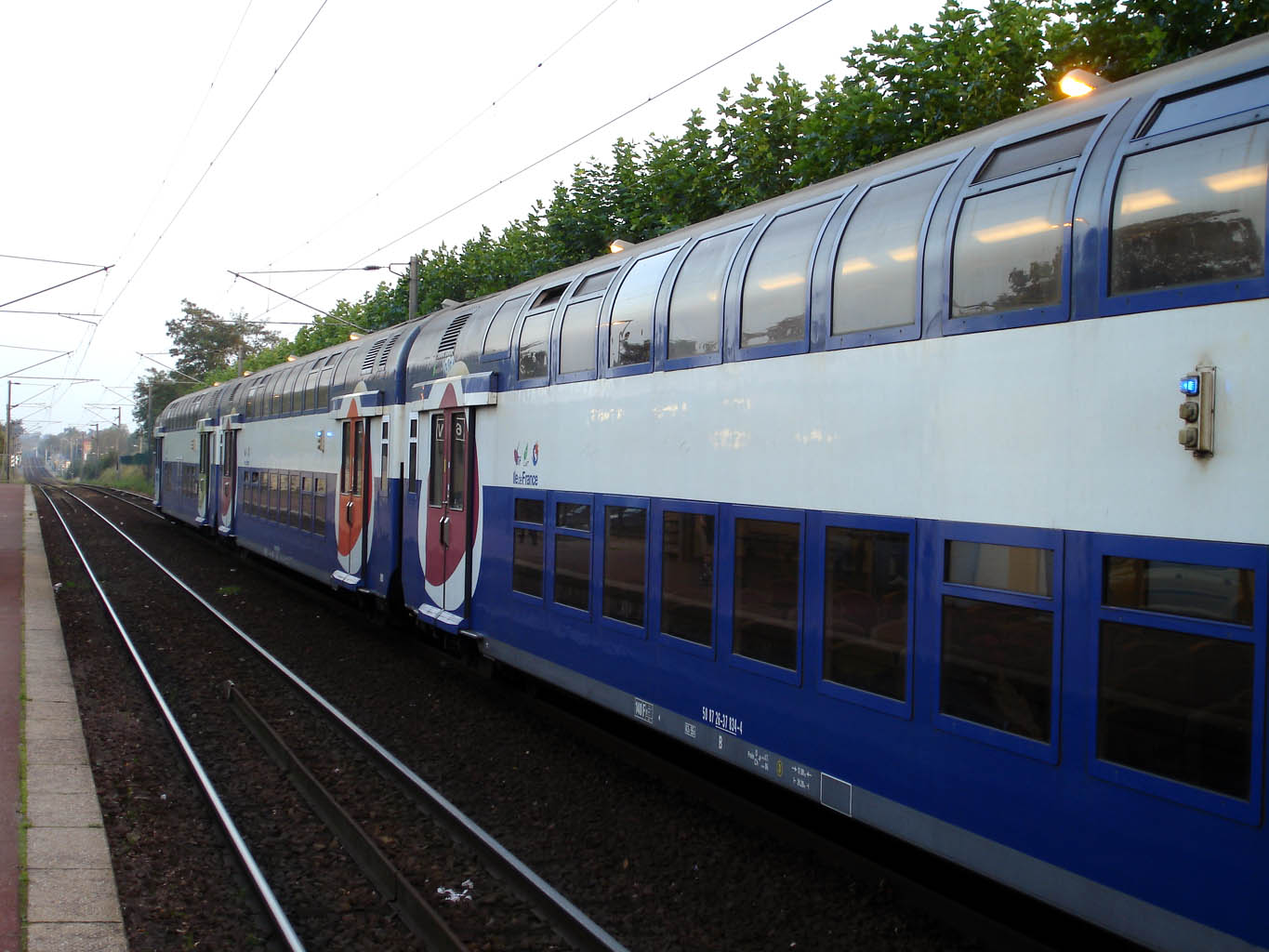
Noua schemă de vopsire a vagoanelor VB 2N

#### Parc actual
În 2025, materialul rulant folosit pentru serviciile Transilien este format dintr-un parc heteroclit de 1 sau 2 niveluri și cu vârstă variabilă, produs între 1965 și 2025. În anul 2006, parcul era format din:
- 665 rame automotoare din care 411 cu etaj (3-6 vagoane pe ramă);
- 907 vagoane din care 537 cu etaj, grupate în elemente neseparabile de 4-7 vagoane;
- 147 locomotive electrice.

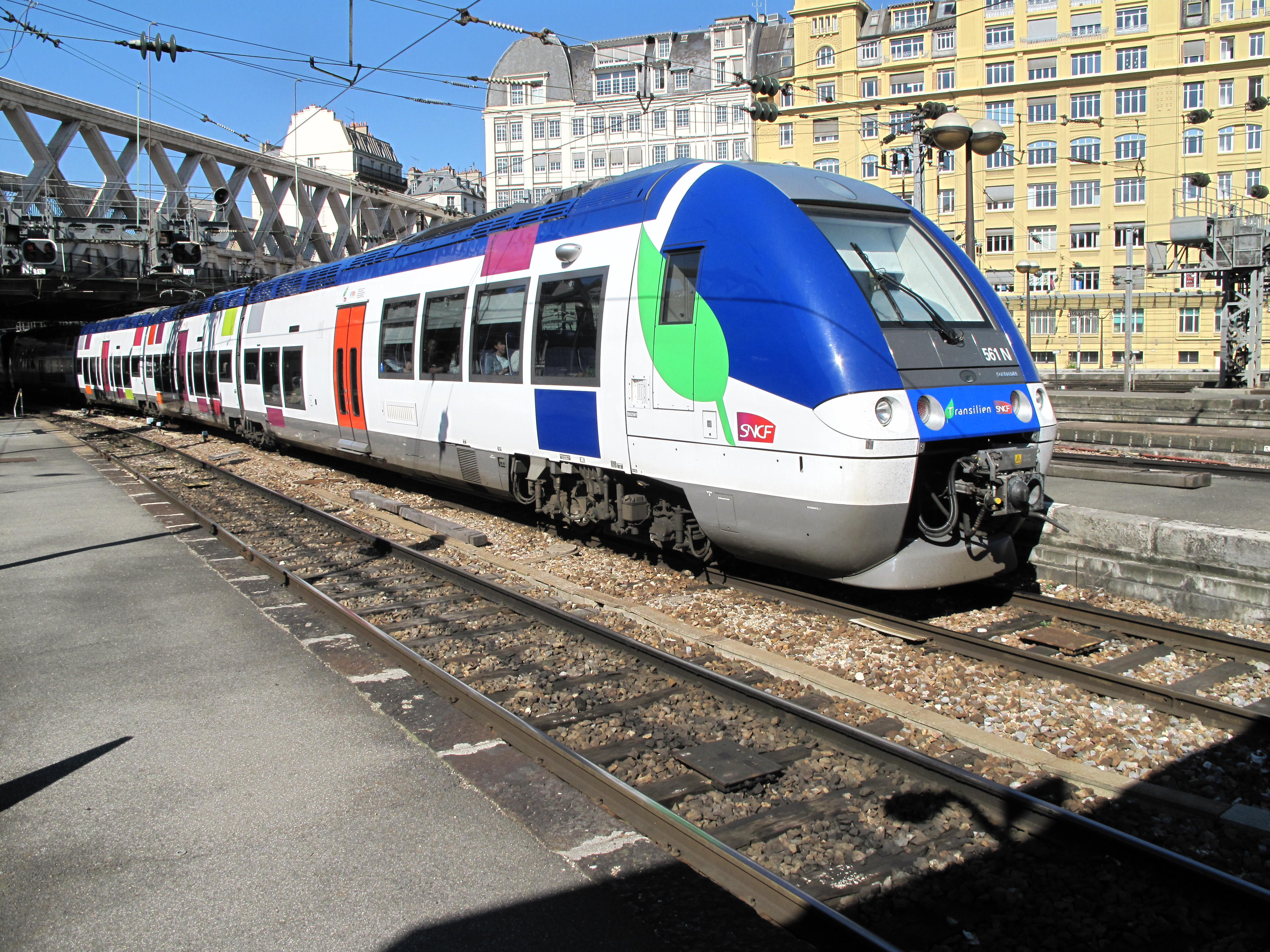
B 82500
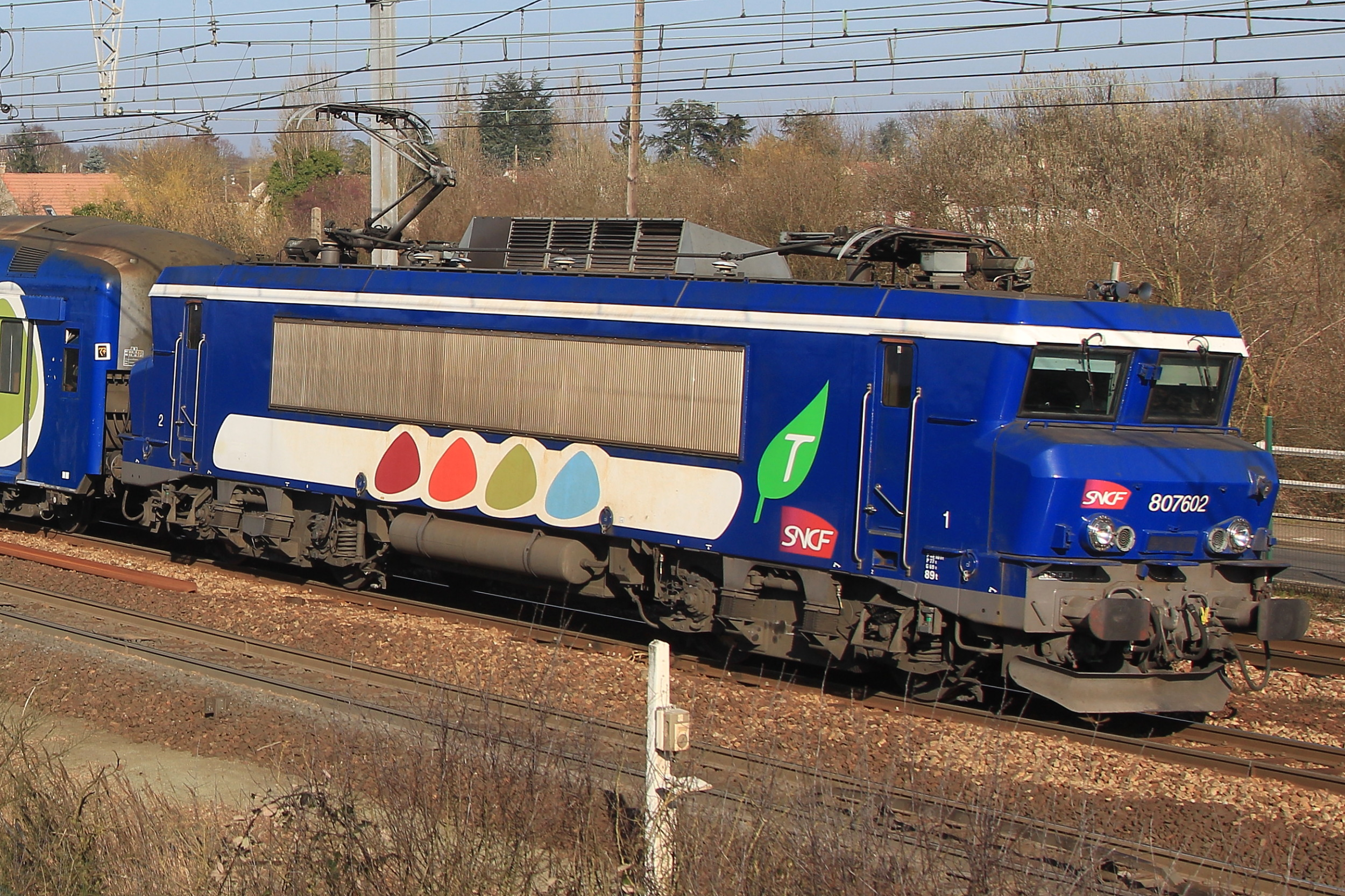
BB 7600
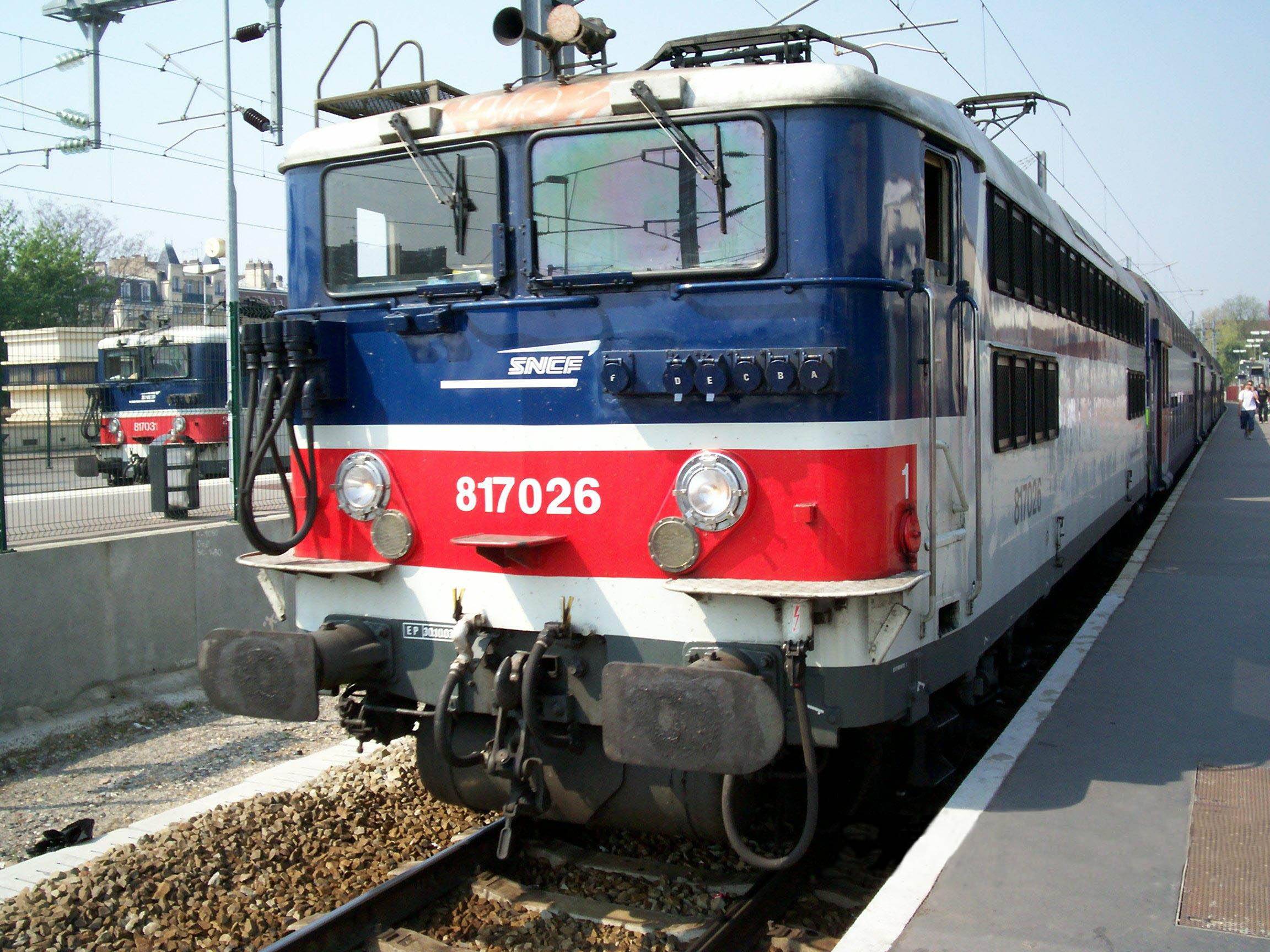
BB 17000
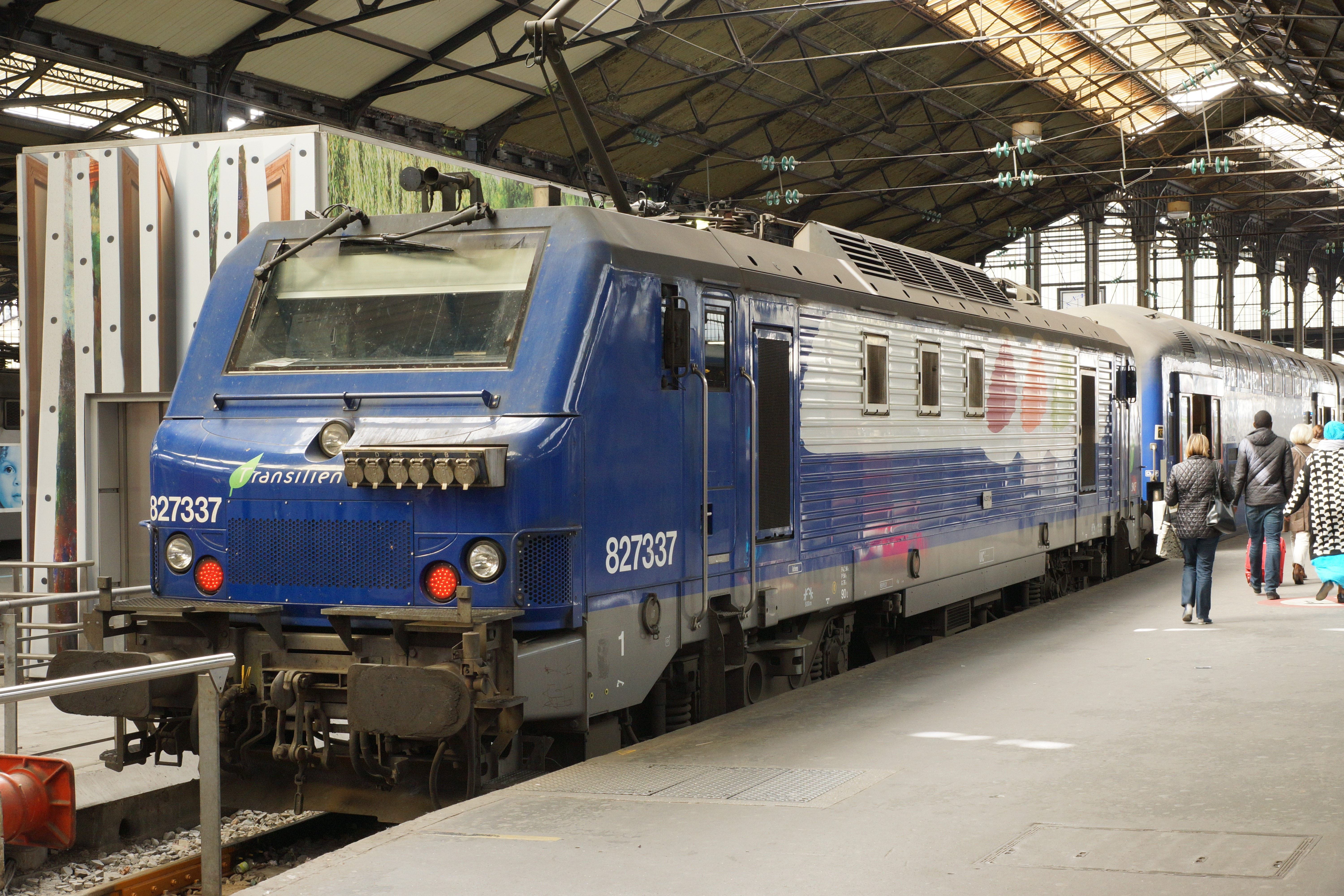
BB 27300
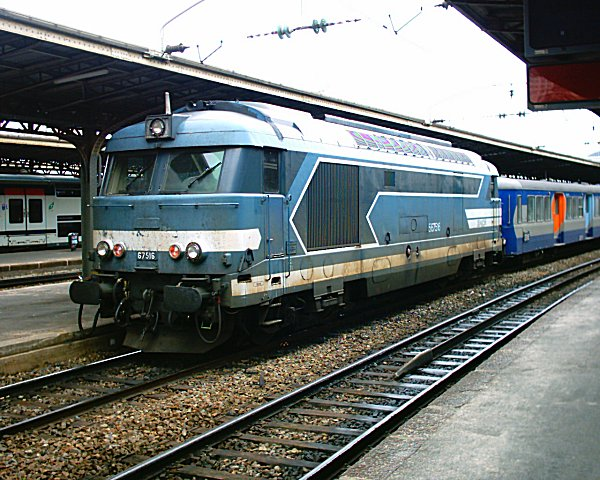
BB 67400
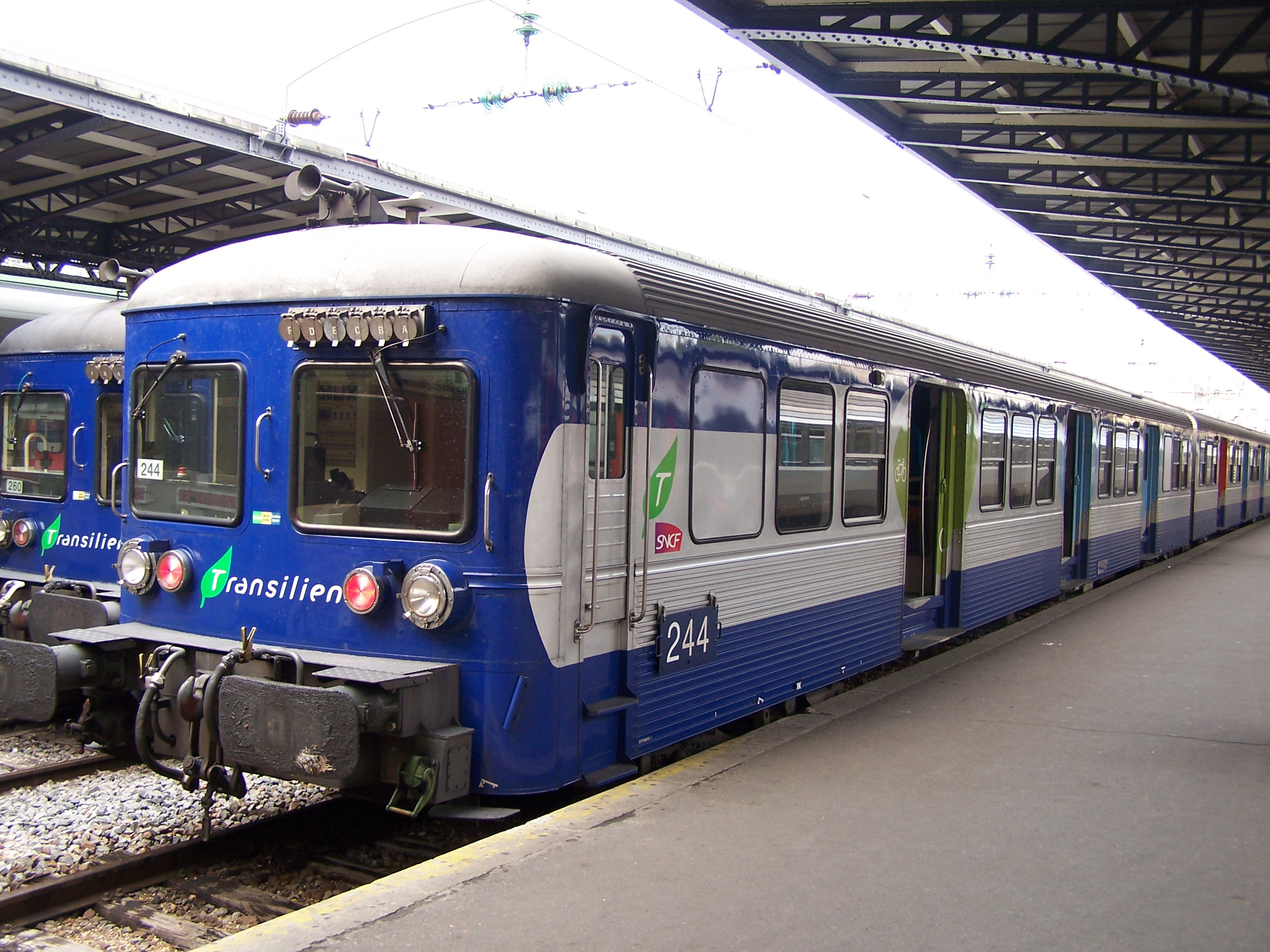
RIB
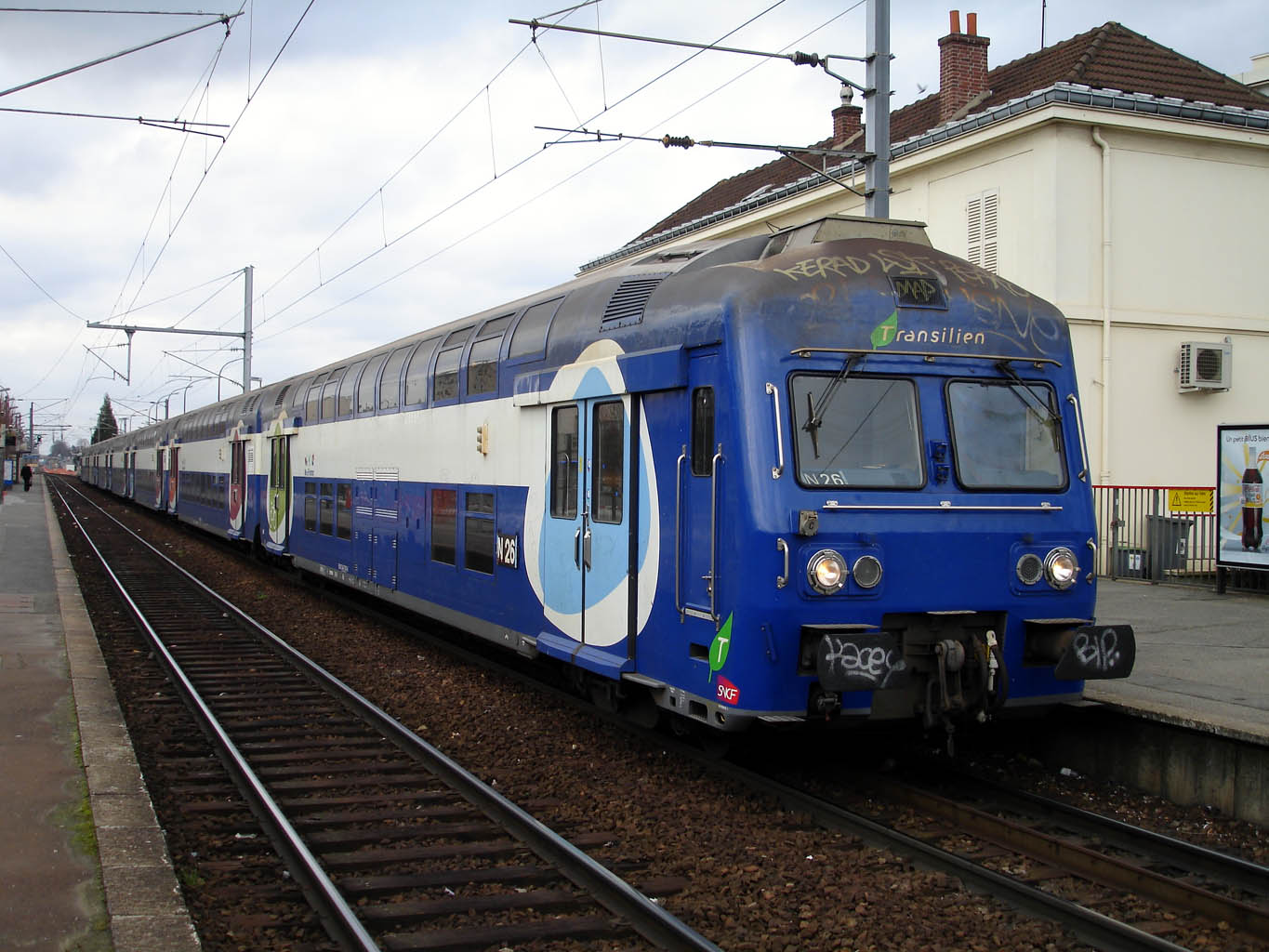
VB 2N
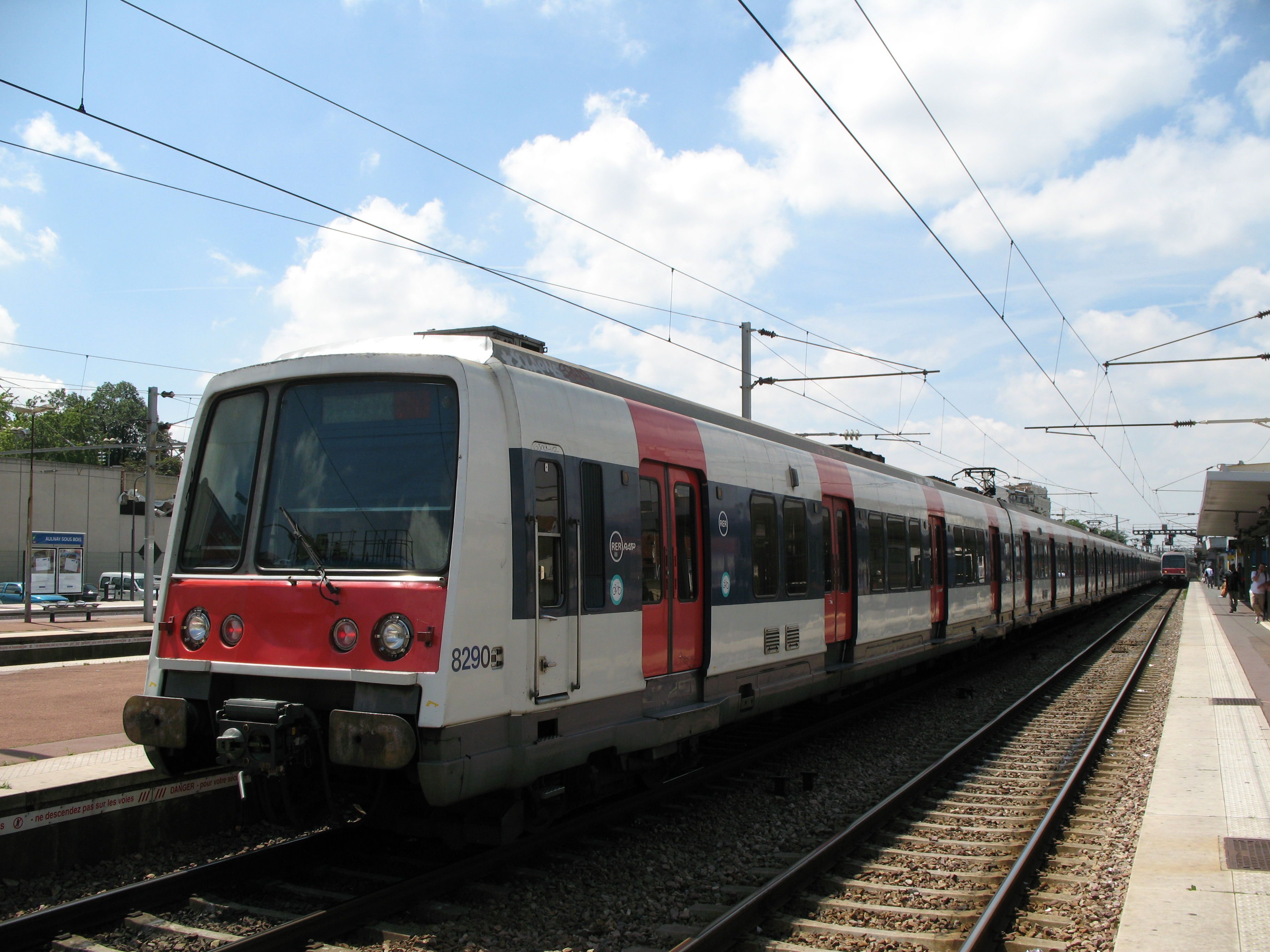
MI 79
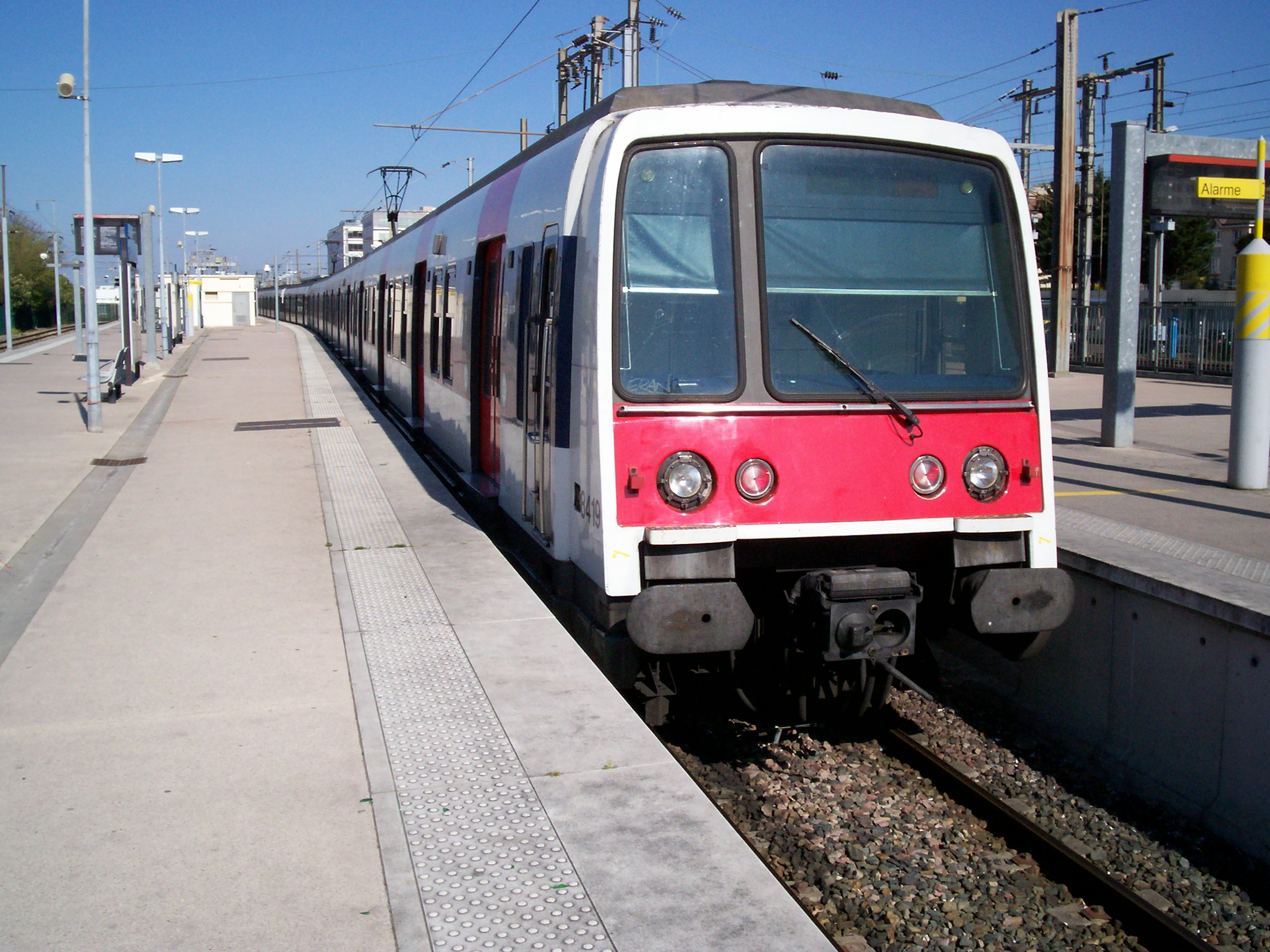
MI 84
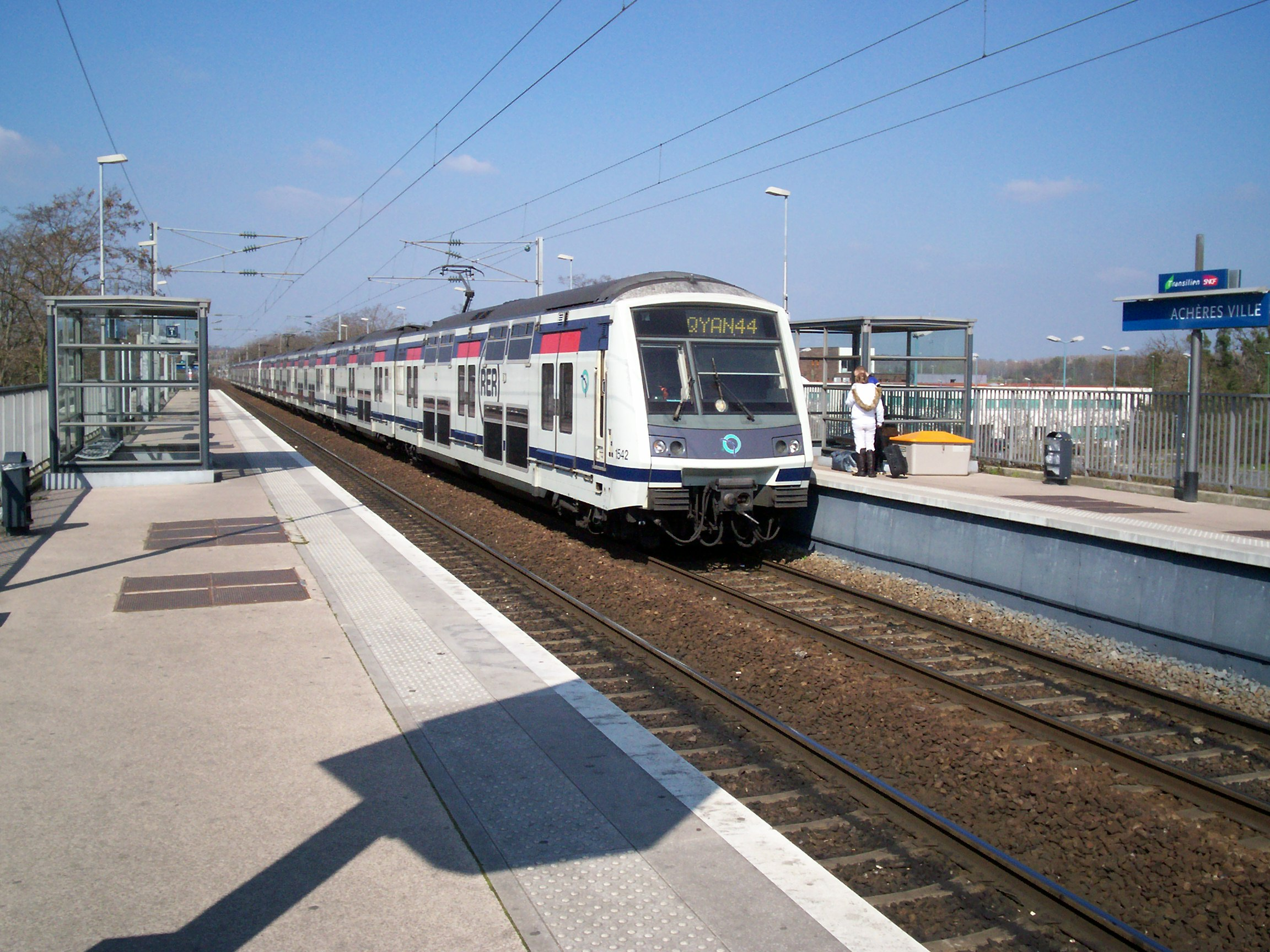
MI 2N
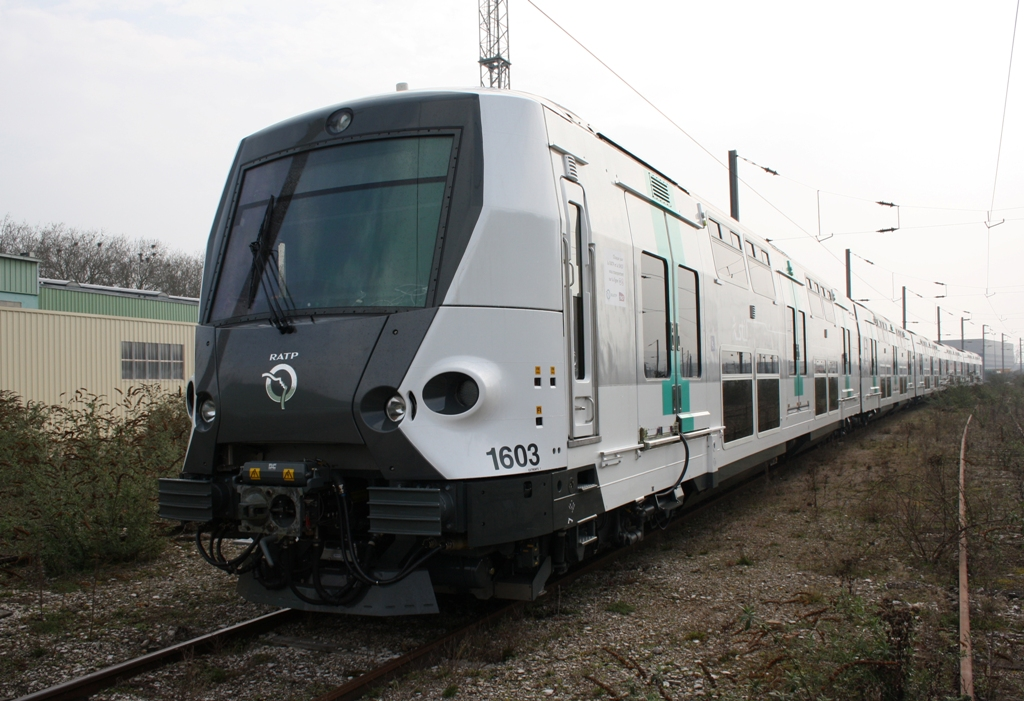
MI 09
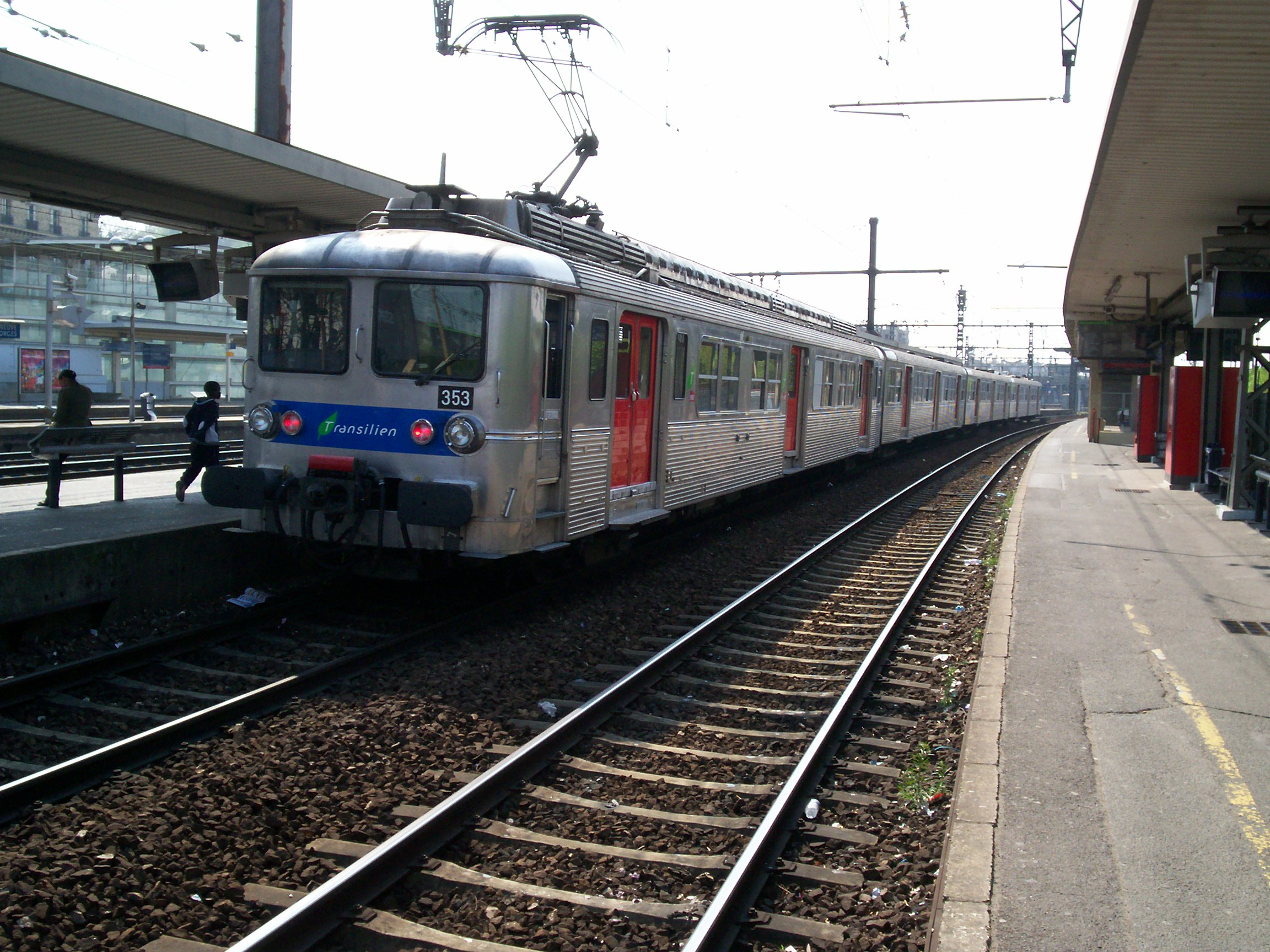
Z 5300
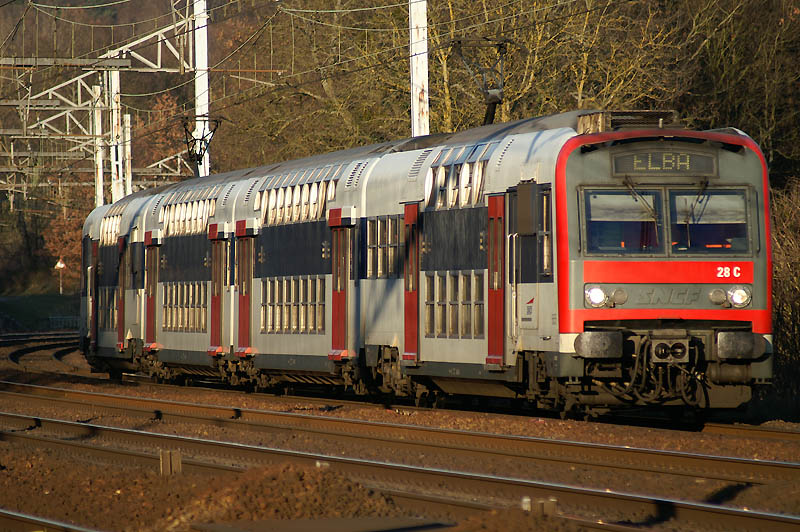
Z 5600
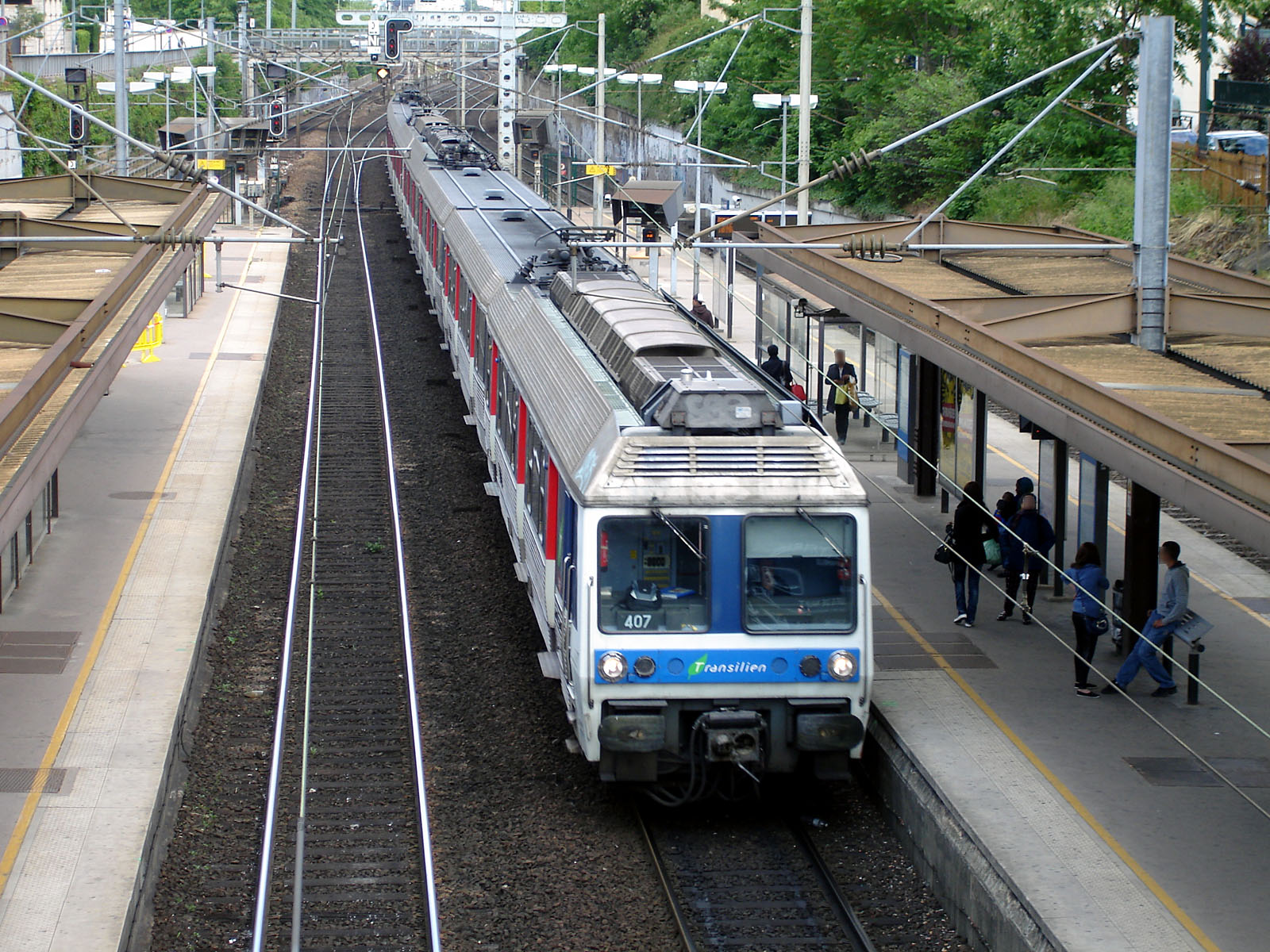
Z 6400
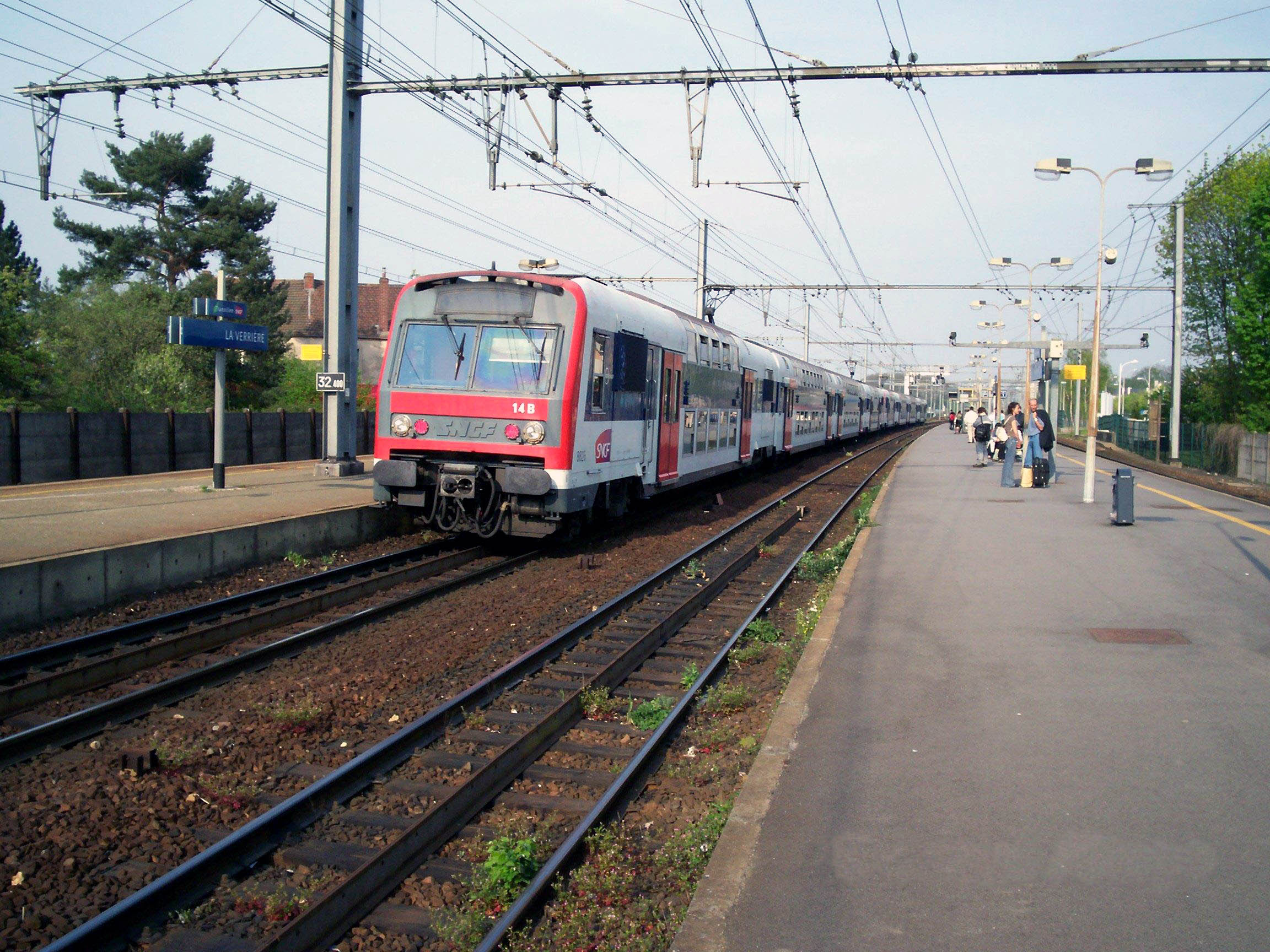
Z 8800
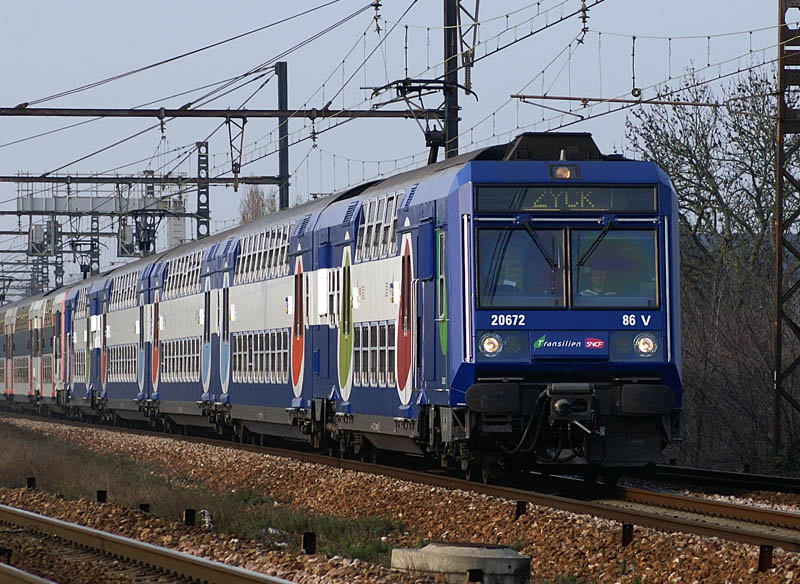
Z 20500
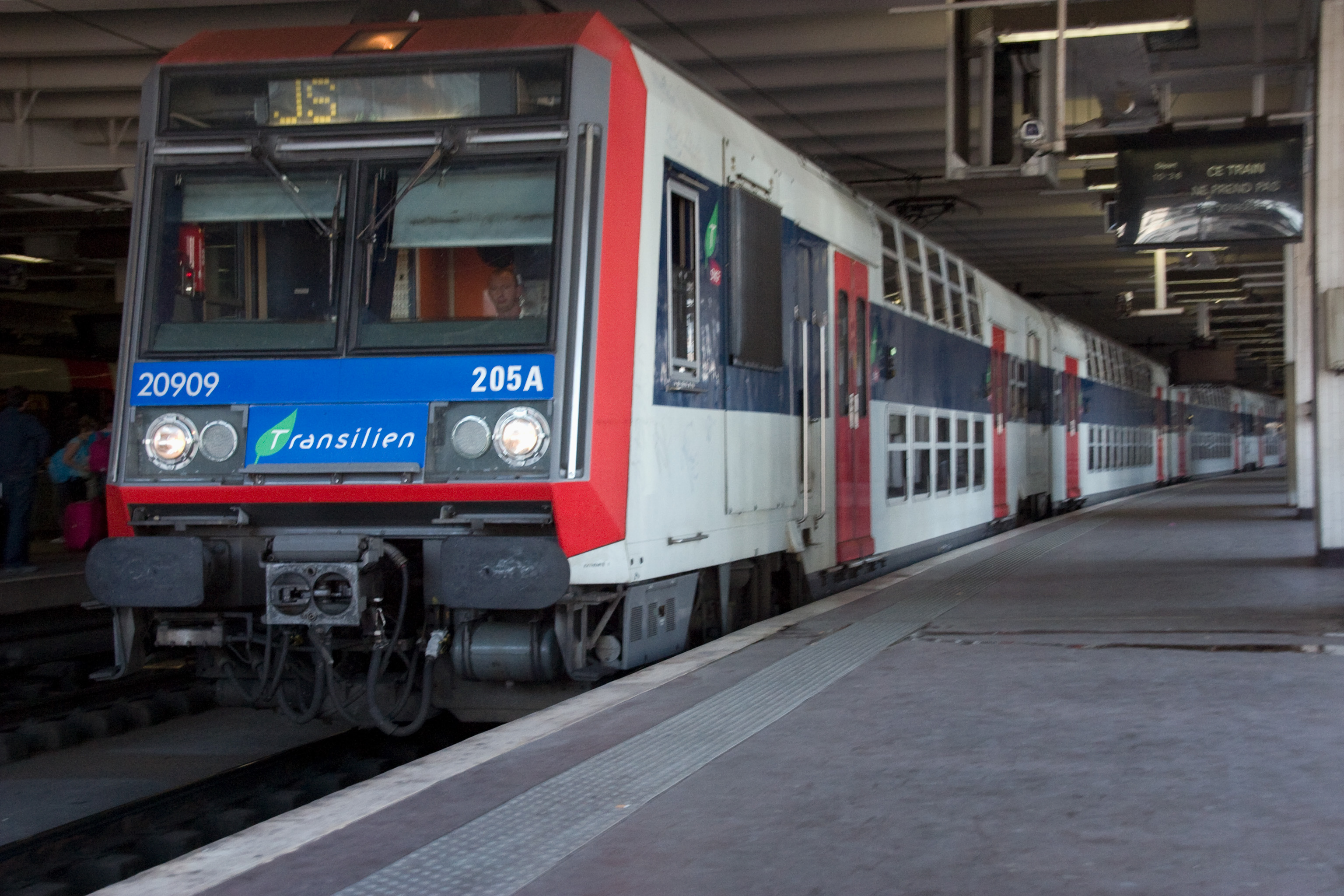
Z 20900
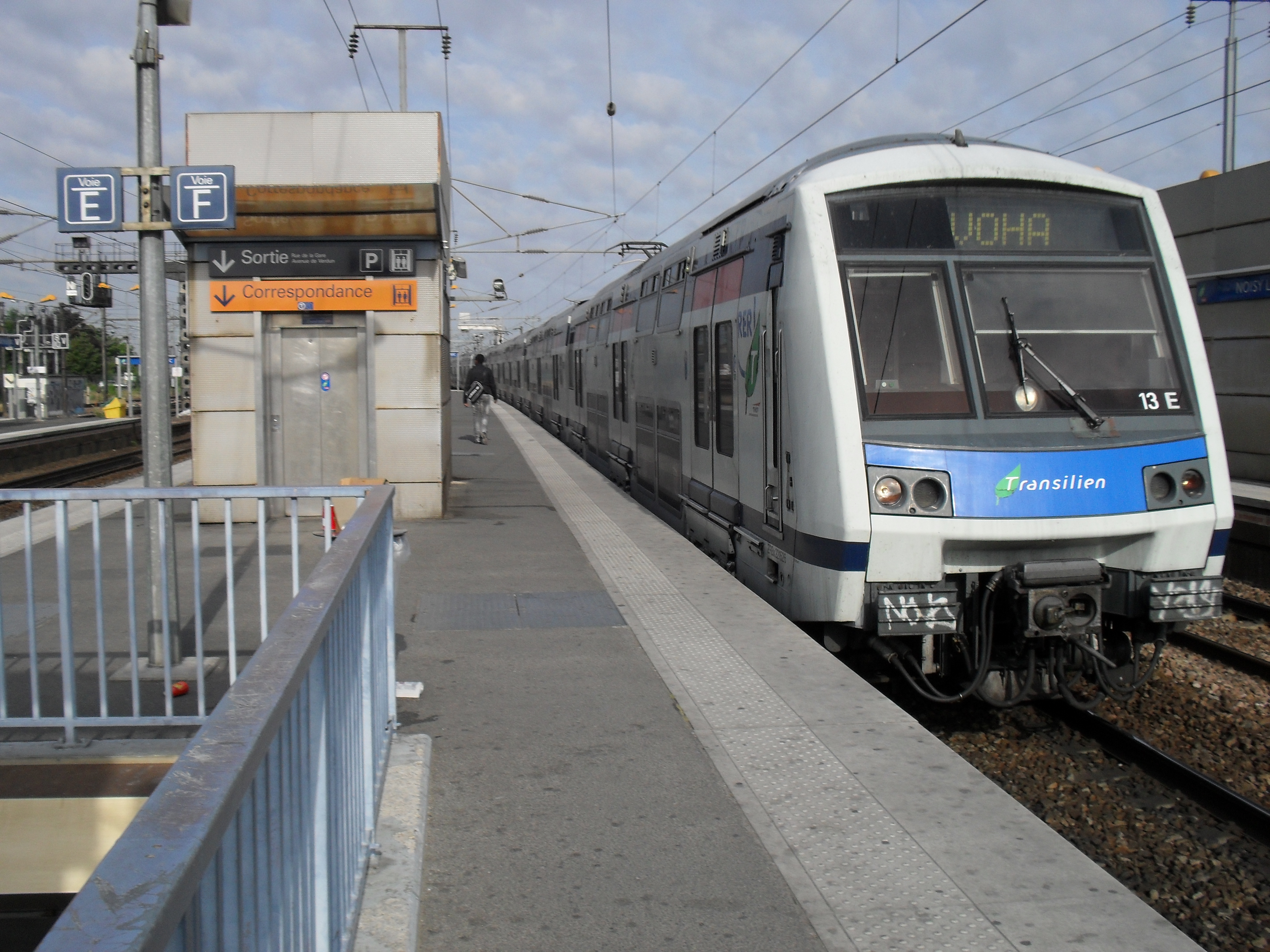
Z 22500
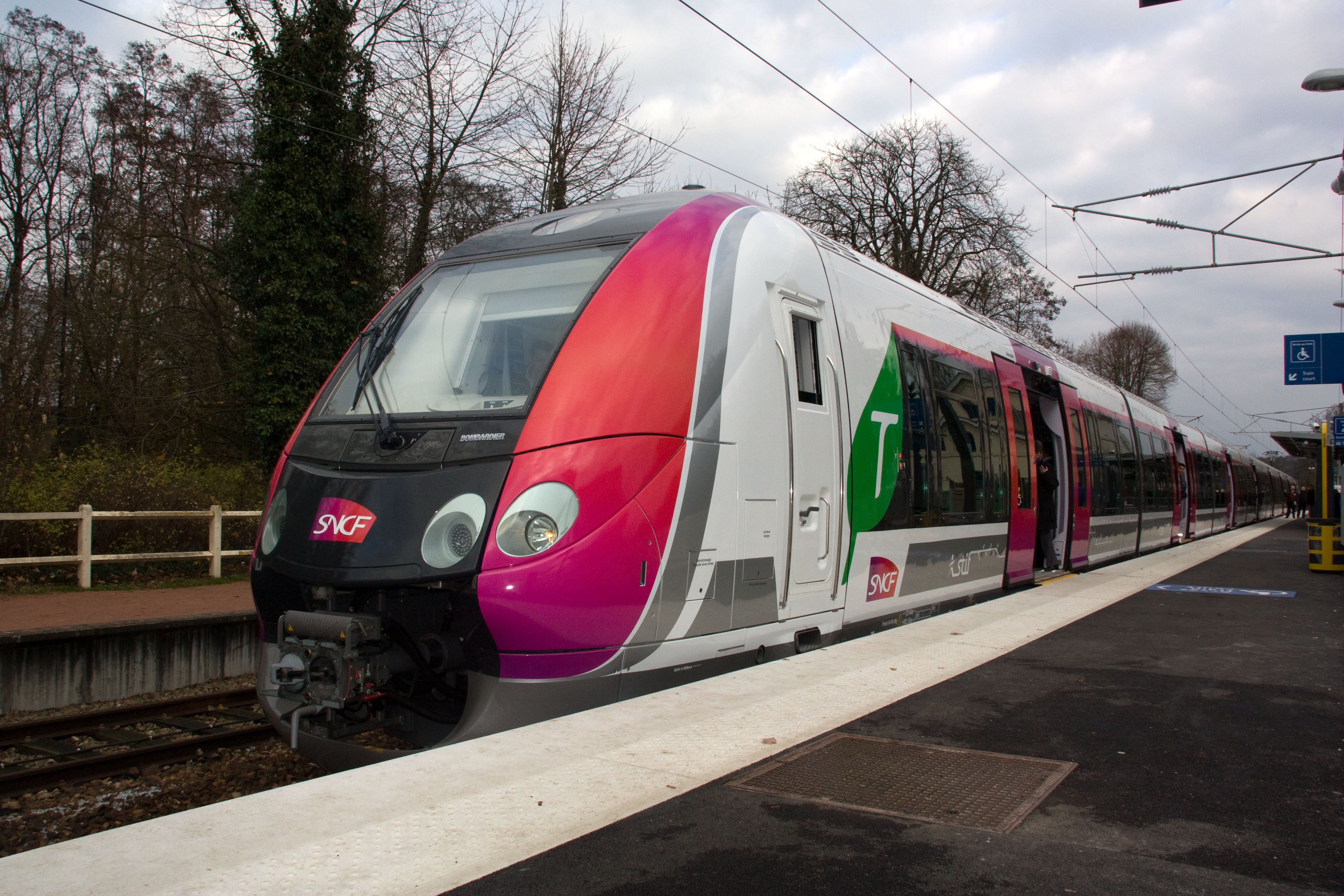
Z 50000
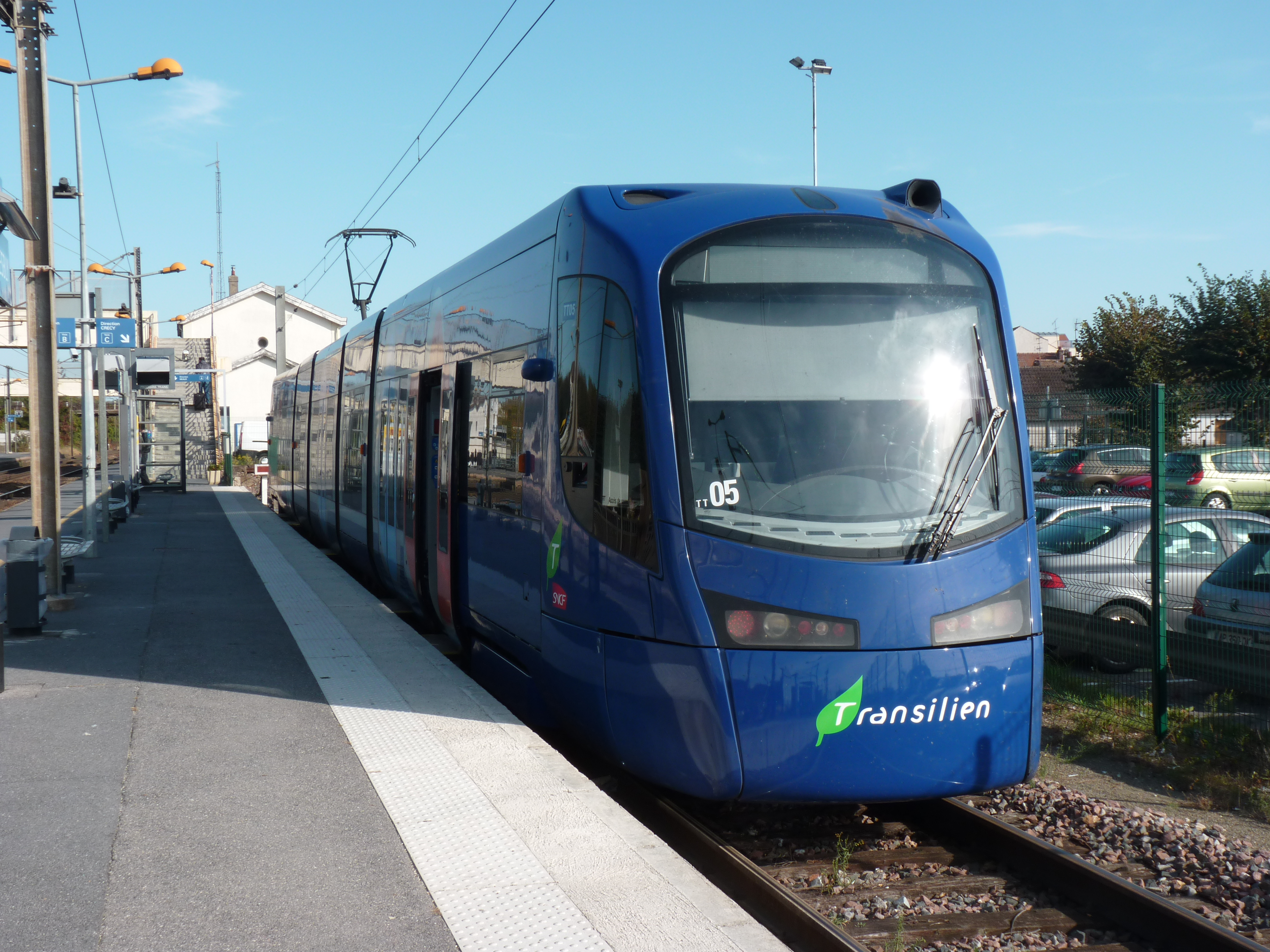
U 25500

#### Modernizarea parcului

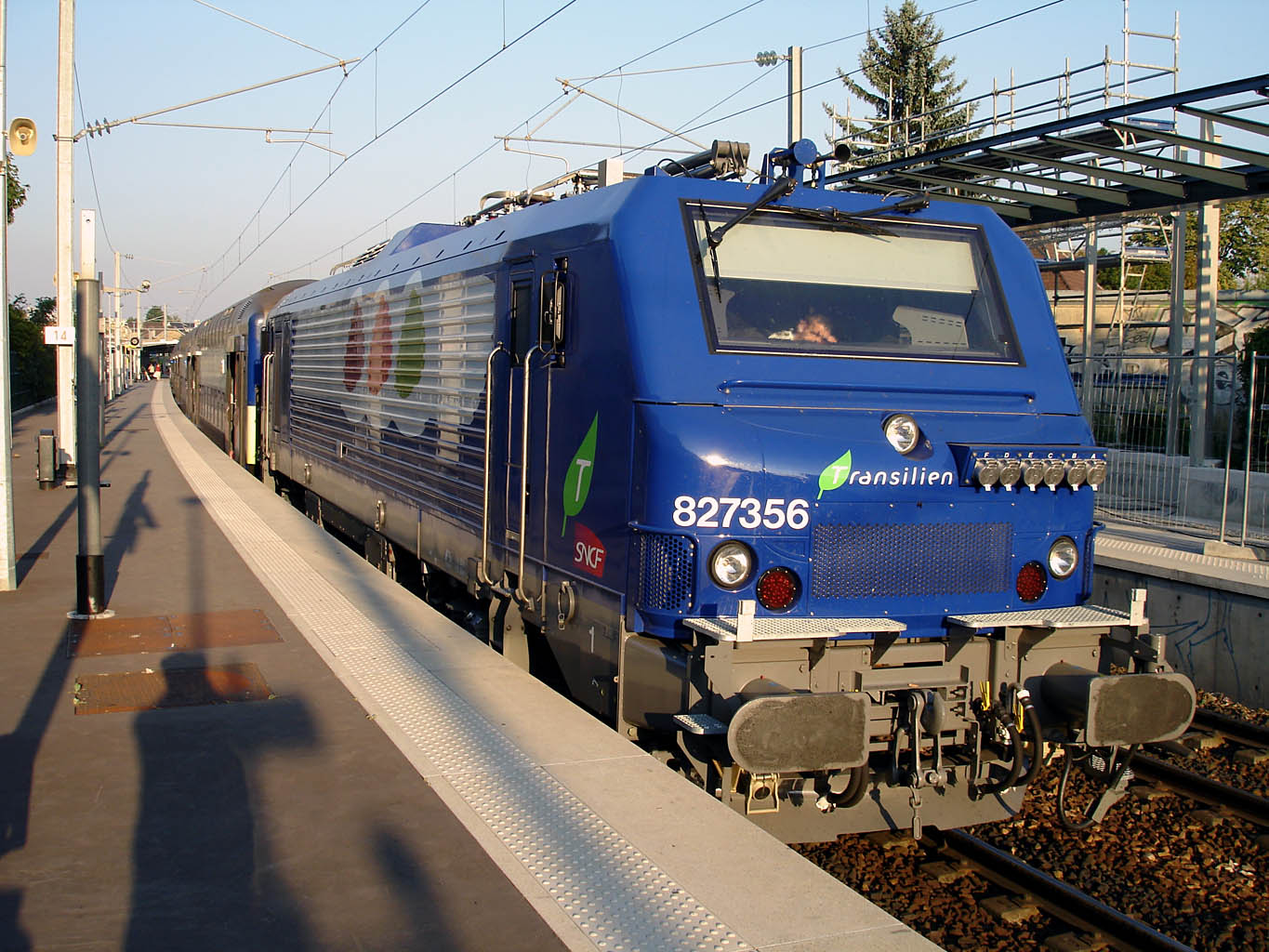
O locomotivă Prima BB 27300 în capătul unei rame VB 2N în gara Ermont - Eaubonne, Transilien J.

Învechirea parcului, cu locomotive mai vechi de 40 de ani pe anumite linii,  crează o mărire anumărului de incidente în exploatare cauzate de pane și o nemultumire a utilizatorilor și aleșilor locali. De aceea, din 2006 a început o importantă înnoire a flotei, cu participarea financiară a STIF.
67 de locomotive electrice Prima (numerotate 27300) au fost comandate și livrate între 2006 și 2010. Aceste locomotive au înlocuit vechile BB 8500, BB 17000 și BB 25500, care erau afectate de defecțiuni tot mai dese și erau incomode pentru mecanici. Ele au fost puse în funcțiune, în ordine, pe liniile Transilien N (24 pentru Paris-Dreux, Paris-Mantes via Plaisir, Paris-Rambouillet), Transilien J (43 pentru Paris-Mantes prin Poissy, Paris-Mantes prin Conflans, Paris-Pontoise-Gisors-Embranchement și Paris-Argenteuil-Ermont-Eaubonne). Pe liniile din Saint-Lazare, aceste locomotive (mai lungi cu 5m față de predecesori) necesită renunțarea la un vagon datorită lungimii insuficiente a peroanelor. În schimb, vor fi folosite mai multe rame cu 2 etaje.

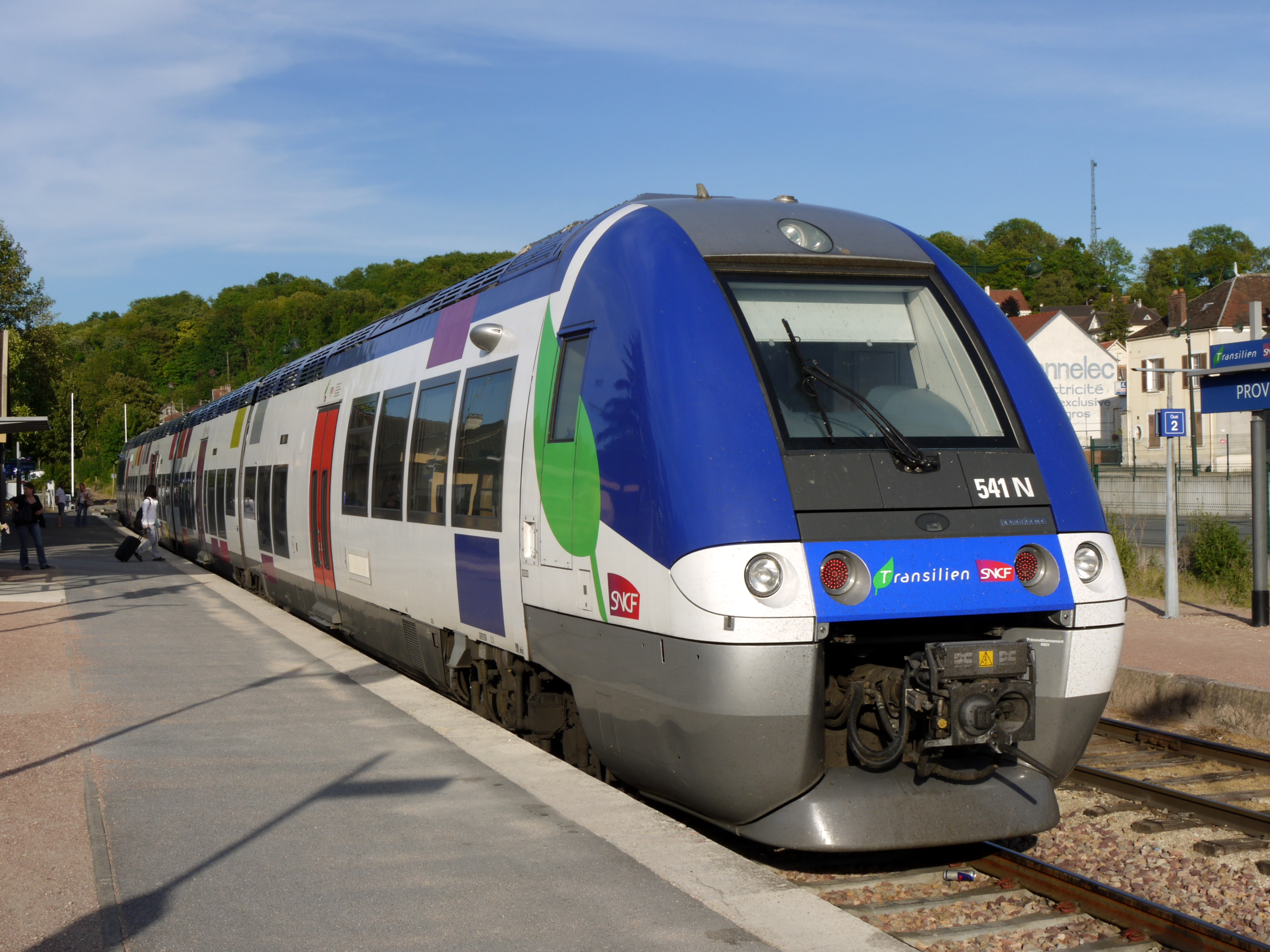
Una din ramele B 82500 supranumite Bi-Bi în gara Provins.

Nemulțumirea utilizatorilor liniilor cu tracțiune diesel din Seine-et-Marne, transportati cu un material rulat foarte vechi și care se defecta des, a dus la comanda a 24 de rame Automotor de mare capacitate sau AGC B 82500 zise « Bi-Bi »  (de la francezul bimode-bicourant, adică cu capacitatea de a funcționa atât în mod diesel, cât și electric).
Alte 24 de rame Bi-Bi au înlocuit ramele de inox tractate de locomotivele diesel BB 67400 ce circulau pe linia Transilien P spre Provins și La Ferté-Milon: linia Provins a primit 19 rame noi între decembrie 2007 și august 2008, pe când linia La Ferté-Milon a primit 5 în 2010. Deoarece vechile rame fuseseră renovate recent, ele au fost mutate pe linia Pontoise - Creil a Transilien H, înlocuind automotoarele Z 6100 ce erau în funcțiune din 1965.

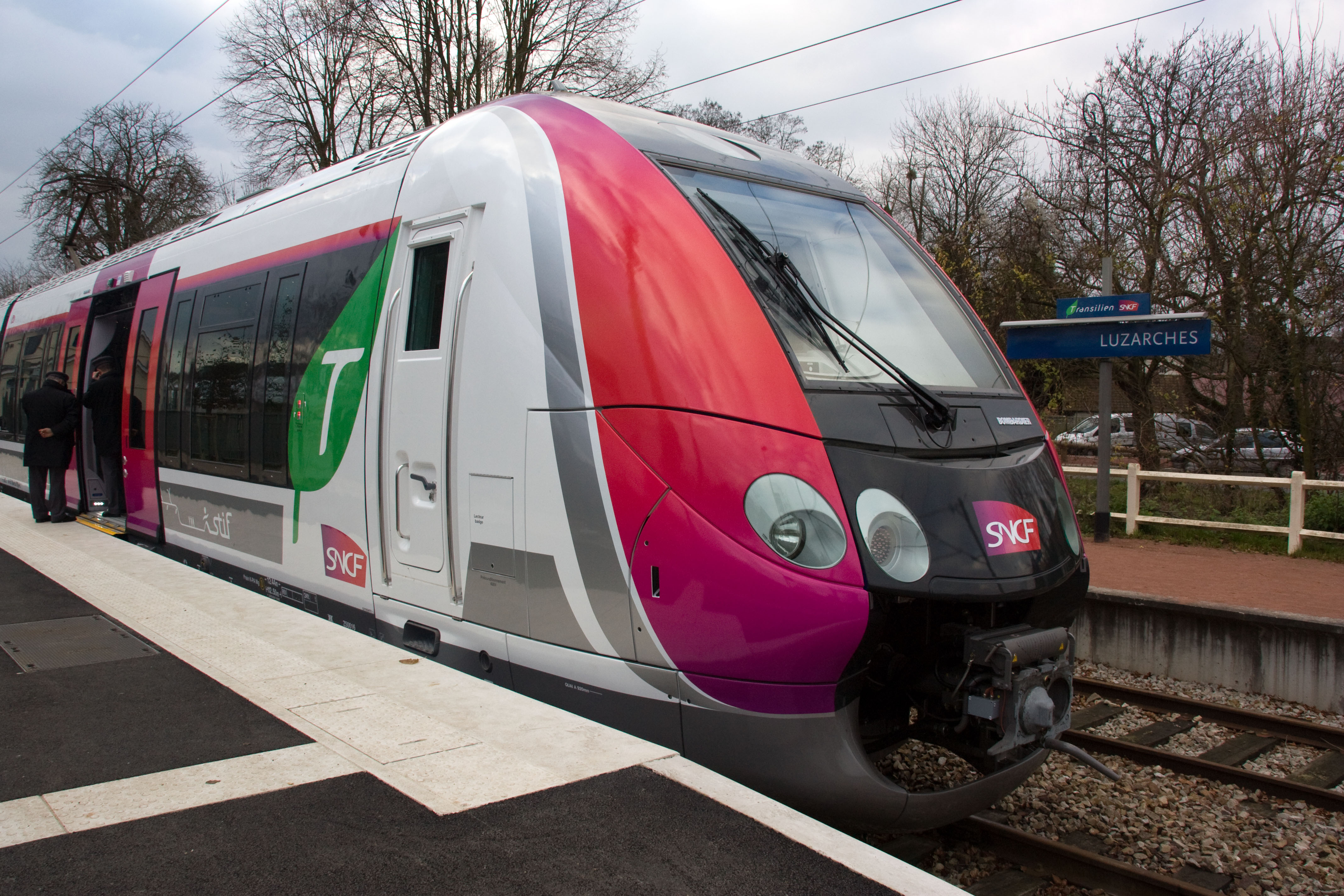
Z 50000 supranumită Francilien a marcat o importantă modernizare a materialului rulant începând din 2010.

Dincolo de aceste schimbări locale, se are în vedere până în 2016 un program de înnoire completă a unei mari părți din parcul circulant, pentru eliminarea automotoarelor electrice (Z 6100, Z 5300) și ulterior a ramelor inox de suburbie (RIB), numire „p'tits-gris”  sau „couscoussières” de utilizatorii care se plâng de vechimea și lipsa lor de confort, în ciuda modernizărilor realizate.
A fost lansată o cerere de oferte pentru 330 automotoare electrice Z 50000 (Francilien). Pe 25 octombrie 2006, SNCF a atribuit societăți canadiene Bombardier prima tranșă a contractului de înnoire a 40% din materialul rulant de pe rețeaua Transilien. Aceasta presupunea livrarea a 172 de rame automotoare între decembrie 2009 și 2015, prețul fiind de 1,85 miliarde de euro. În funcție de configurație, aceste rame ar putea conține până la 911 locuri pe scaune. Primele rame livrate sunt folosite în regiunea Paris-Nord, Transilien H, pentru a înlocui ramele Z 6100 și apoi RIB.

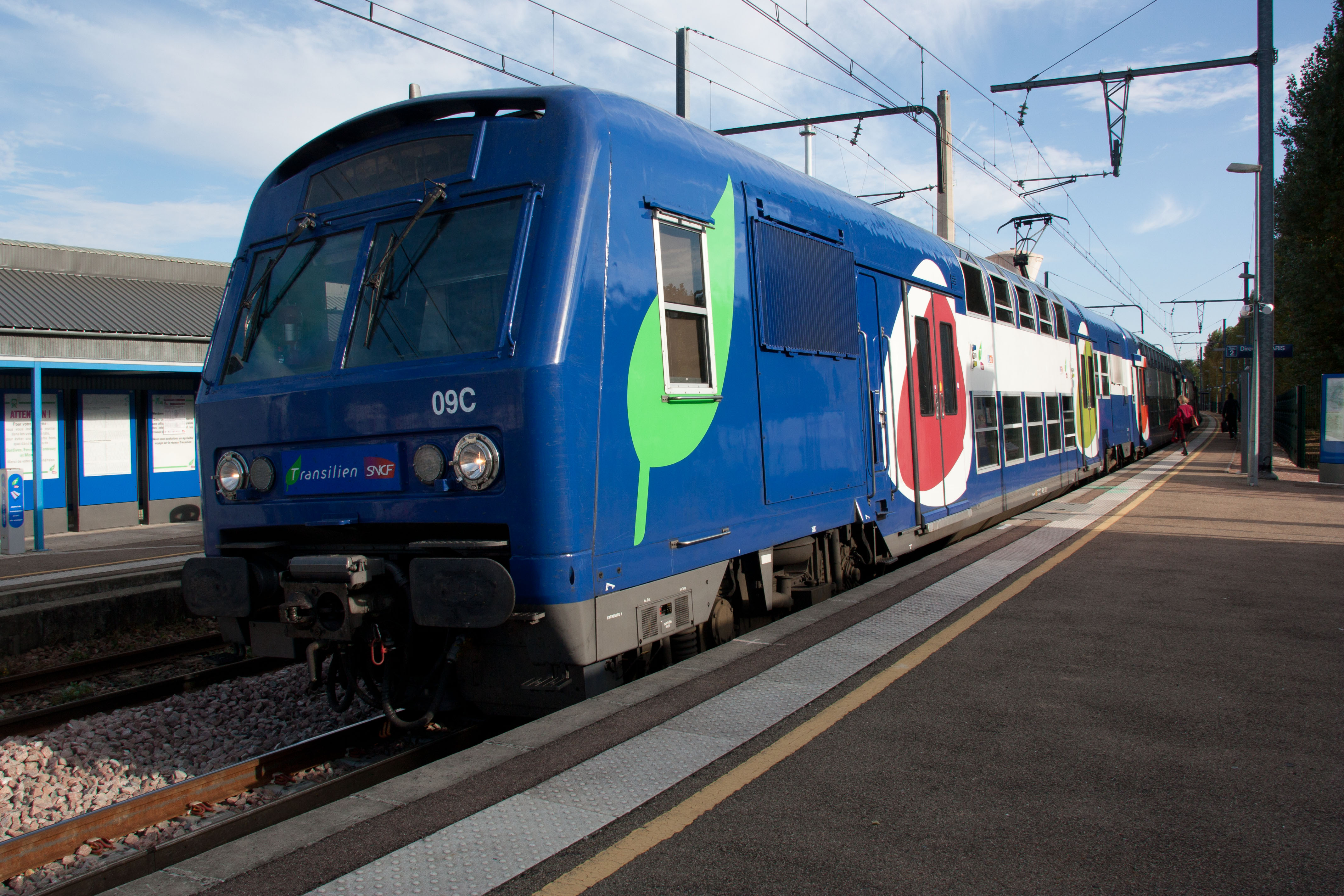
O ramă Z 5600 Evolys renovată în gara Bagneaux-sur-Loing (Transilien R), în septembrie 2011.

Începând cu 2007 pentru Z 20500, 2009 pentru Z 5600 și 2010 pentru Z 8800, SNCF renovează trenurile din familia Z 2N, cea mai numeroasă în cadrul parcului rulant al Transilien. Renovarea consistă în folosirea unor echipamente interioare similare ramelor RIB/RIO ale Transilien, precum scaune cu suport pentru picioare și vopsirea vagoanelor într-o schemă identică cu a trenurilor Z 20900. De asemenea, vor fi scoase strapontinele și pereții interiori ce separau vechile clase I și a II-a. Prin înlocuirea scaunelor de clasa I, capacitatea vagoanelor va crește, configurația rândurilor devenind 3+2 în loc de 2+2. Spre deosebire de precendentele renovări, ramele Z 20500, Z 5600 și Z 8800 nu primesc nici aer condiționat nici ventilație forțată, după cum ar fi dorit majoritatea utilizatorilor. Din 2010, toate ramele sunt echipate cu un sistem audio-vizual de informare ce constă în afișarea gării și direcția trenului, precum și cu camere de supraveghere deasupra ușilor vagoanelor și în holul de la etaj.

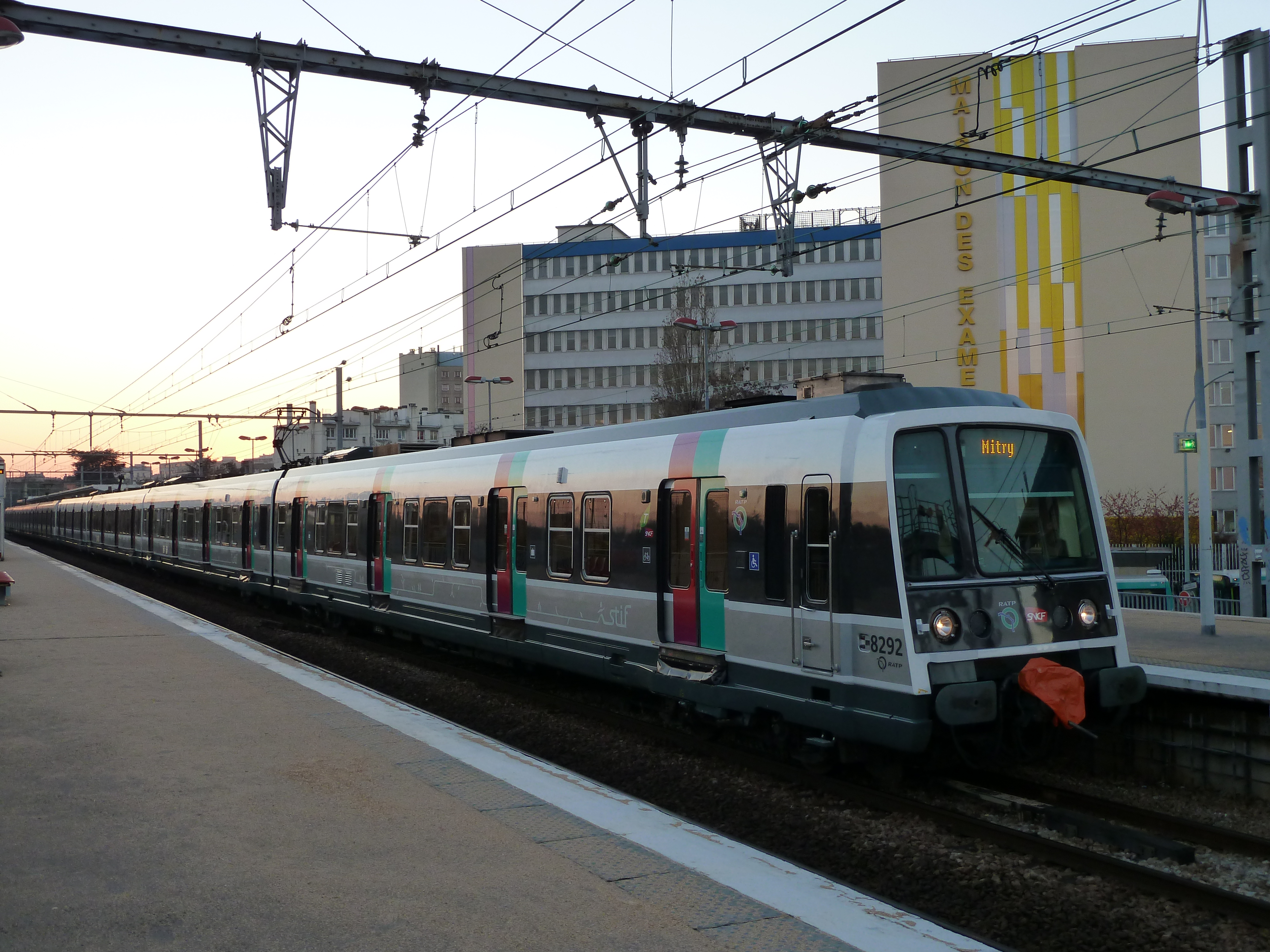
Prima ramă MI 79 renovată în gara Laplace, în decembrie 2010.

Între 2010 și 2013 a avut loc renovarea ramelor MI 79 ale RER B, pentru a permite înlocuirea materialului uzat dar și instalarea unor echipamente precum ventilația răcită, înnoirea mobilierului cu modificarea amplasamentului și instalarea de camere. Această renovare va fi și ocazia folosirii unei scheme de culori specifică STIF, asemănătoare cu cea de pe Francilien. Ramele vor avea totuși o identitate proprie, culorile RATP și SNCF (companiile care exploatează linia) regăsindu-se pe uși: verde jad pentru RATP și roșu pentru SNCF. 

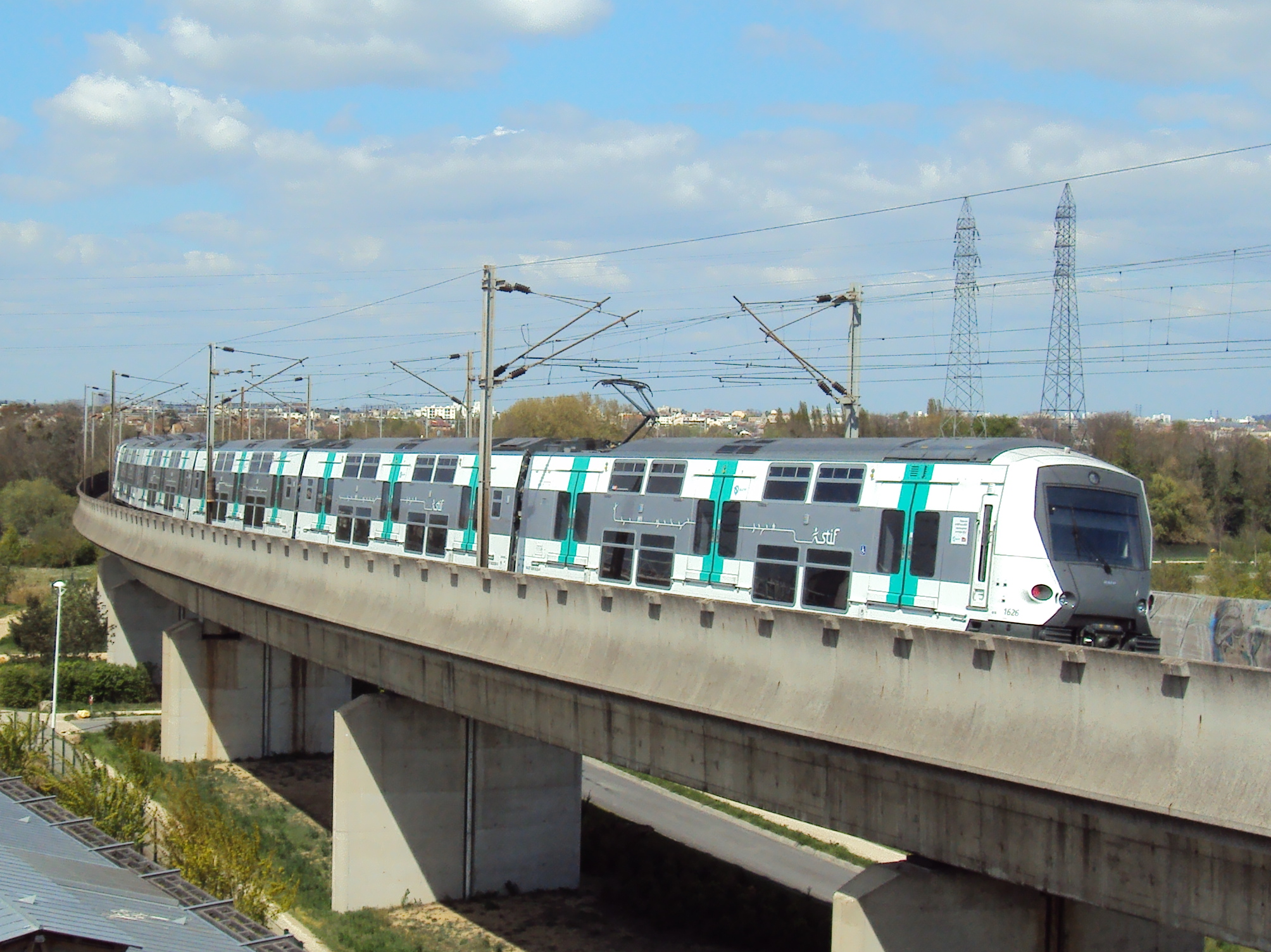
O ramă MI 09 pe viaductul Nanterre, în 2012.

Între 2011 și 2017, RATP va recepționa 130 de exemplare de MI 09, versiunea modernizată a ramei  MI 2N Altéo. Aceste noi trenuri beneficiază de o nouă parte anterioară și o nouă schemă de vopsire RATP - STIF. În ceea ce privește echipamentele pentru călători, ele vor avea sistem de video-supraveghere, ecrane LCD de 19" (câte două în fiecare etaj) cu informații asupra destinației, stațiilor și corespondențelor, precum și ventilație răcită.
Până în 2014 au fost recepționate primele 60 de exemplare, permițând crearea a 30 de trenuri la orele de vârf. Livrate câte două pe lună, aceste trenuri permit o mărire a capacității de 50% față de MI 84.. Primul tren a fost pus în circulatie pe 5 decembrie 2011, în stația La Défense, în prezența președintelui Nicolas Sarkozy. Pe 29 iunie 2012, consiliul de administrație al RATP a confirmat achiziția a încă 60 de trenuri. În 2017, linia RER A va avea numai rame bi-curent cu 2 etaje (MI 2N et MI 09).
Pe 11 decembrie 2013, STIF a comandat 91 de noi rame de tip Francilien și Régio2N.

### Personal de exploatare

#### Conducerea trenurilor

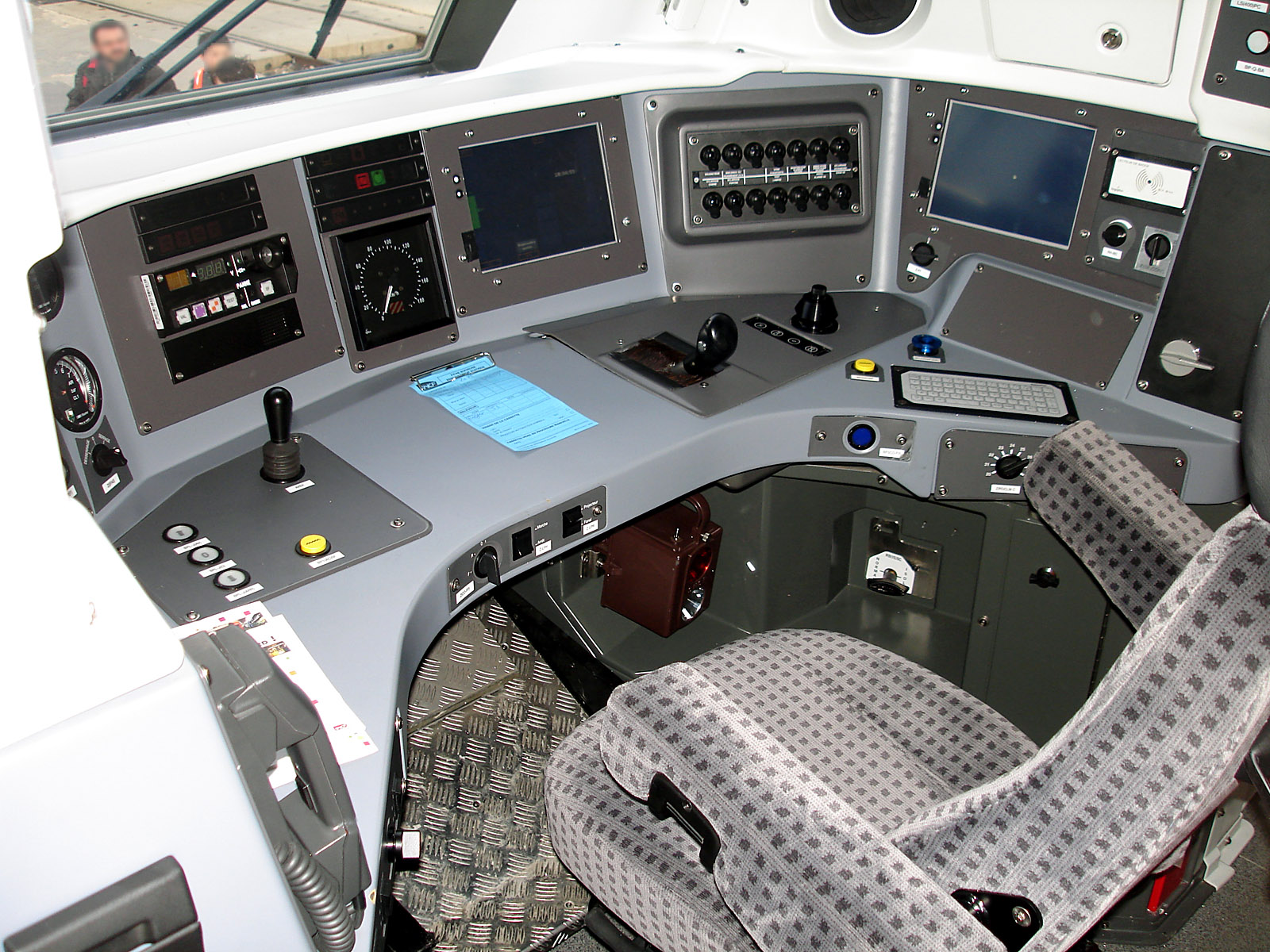
Postul de comandă al unei Z 50000.

Conducerea trenurilor este asigurată de mecanicii depourilor situate în cele 4 regiuni SNCF ce participă la exploatarea acestor linii. Mecanicii nu sunt dedicați exclusiv pentru Transilien, pot să aibă misiuni și pe liniile RER sau Intercités.

#### Gestiunea liniilor
Gestiunea operațională a liniilor Transilien este asigurată de agenți atașați unui "centru operațional Transilien" (COT). COT are ca obiectiv asigurarea execuției planului de transport a liniilor RER, luând eventual măsuri de optimizare a mijloacelor materiale (trenuri) și umane, atât în situații normale cât și în caz de perturbări ale circulației. Planul de transport exprimă dorințele STIF în ceea ce privește orarele, gările în care opresc trenurile etc. și determină între altele compoziția trenurilor (lungi sau scurte).
Tot COT se ocupă de problemele de circulație, indiferent dacă sunt din cauze interne SNCF (tren în pană, avariat etc.) sau externe (folosirea abuzivă a semnalului de alarmă, vandalism, agresiune, împiedicarea închiderii ușilor, intemperii, accidente ș.a.), adaptând planul de transport până la revenirea la normal a traficului, încercând să mențină la minim întârzierile și anulările. 
COT este de asemenea însărcinat și să comunice clienților informațiile referitoare la starea traficului și eventualele întârzieri sau anulări de trenuri, înlocuirea trenurilor cu autobuze etc., pentru a asigura clienților un serviciu de calitate cât mai bună. Aceste decizii sunt luate de așa-numiții gestionari ai planului de transport și informații (prescurtat GTI).

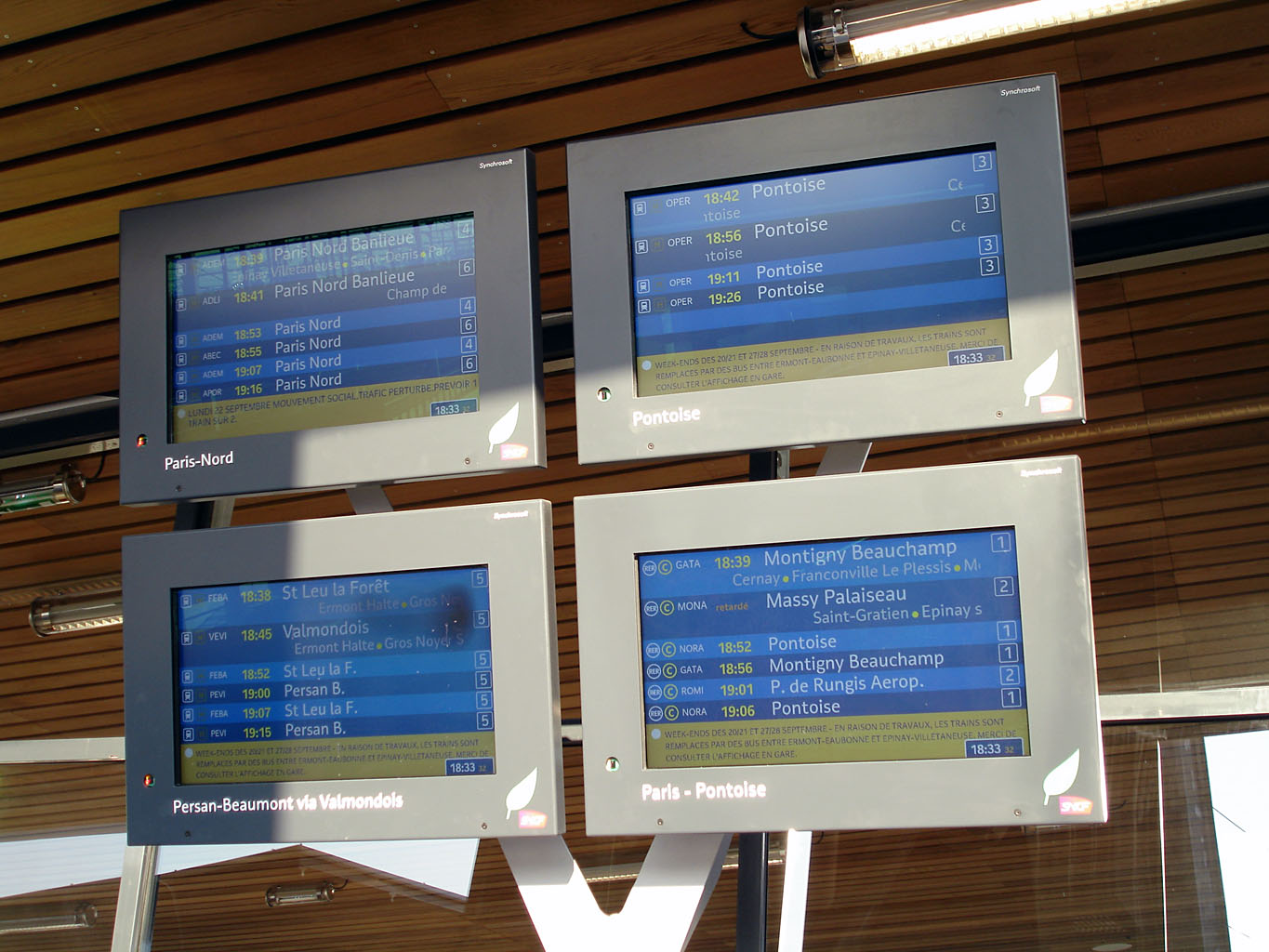
Ecrane Infogare în gara Ermont - Eaubonne, în 2008.

În funcțiile de deciziile luate de GTI, gestionarii informării călătorilor, sau GIV modifică informațiile care vor fi transmise către ecranele Infogare instalate pe peroanele gărilor. De asemenea, eventualele probleme sunt comunicate și sonor.

#### Gestiunea circulației
Circulația propriu-zisă a trenurilor este administrată de lucrători din "centrele operaționale de gestiune a circulației" (COGC). Aceștia sunt responsabili cu anumite sectoare de circulație și posturi de schimbare a căii, cu tehnologii foarte diferite, de la postul mecanic din anii 1930 până la macazul cu releu cu comandă informatizată (prescurtat în franceză PRCI). Ei sunt angajați ai SNCF Infra și sunt responsabili de circulația tuturor trenurilor din zona de responsabilitate, indiferent dacă e vorba de SNCF (TER, Transilien, trenuri de marfă…) sau alte companii feroviare, garantând accesul echitabil al tuturor acestor companii.

### Tarife și finanțare

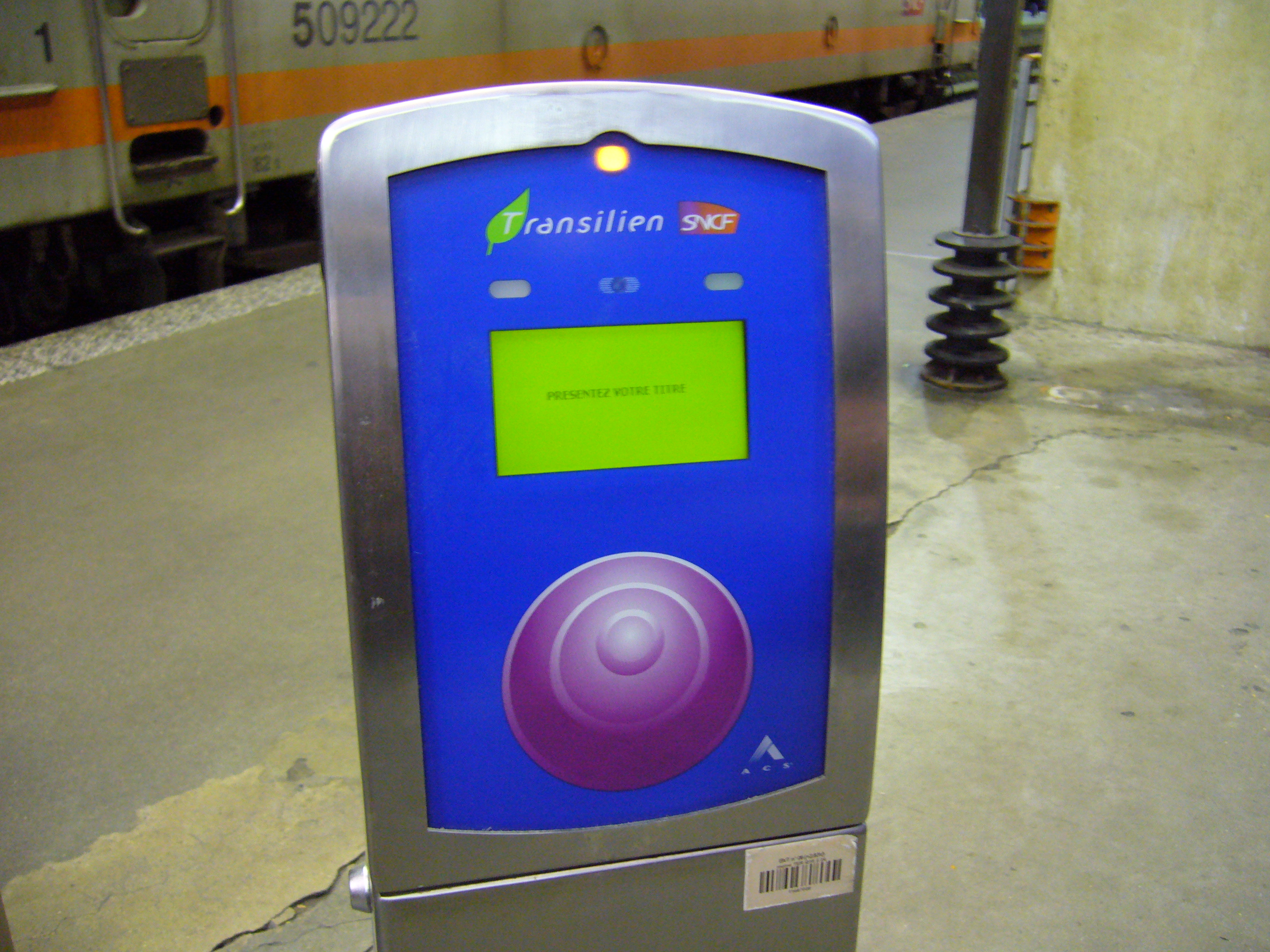
Validator Navigo

Pretul unui bilet Île-de-France variază în funcție de distantă. Poate fi achiziționat la bucată sau în carnet de 10 bilete. Acesta din urmă permite o economie de 20% față de prețul unitar, atât la biletele întregi cât și la cele reduse.
Este posibilă folosirea liniilor feroviare (practic RER) în interiorul orașului Paris cu un ticket t+, cu una sau mai multe corespondențe cu metroul, dar fără să fie posibilă corespondența cu autobuzele sau tramvaiele.
Finanțarea rețelei (întreținere, materiale și plata personalului) este asigurată de SNCF. Totuși, prețul biletelor și abonamentelor, fixat prin decizie politică, nu acoperă prețurile reale. Restul este asigurat de autoritatea organizatoare a transporturilor publice din regiune, Syndicat des transports d'Île-de-France (STIF), care este compusă din aleșii locali și prezitadă de președintele consiliului regional. Aceasta definește condițiile generale de transport, precum și durata și frencvența serviciilor. Echilibrul financiar este asigurat de un impozit global anual plătit de companii, precum și de subvenții din partea colectivităților locale.

### Trafic
În anul în care a fost înființată (1999), rețeaua Transilien a transportat 502 milioane de pasageri, apoi 615 milioane în 2004 și 696 milioane în 2008.

### Întreținere
În fiecare an, organismele implicate în rețea, adică STIF, SNCF, RATP, regiunea Île-de-France și RFF investesc mai multe sute de milioane de euro în renovarea rețelei. În 2013, aproape 800 de milioane de euro au fost investiți, din care 200 de milioane în iulie și august. 55 de km de șine au fost schimbate în timpul acestei perioade.

## Proiecte de dezvoltare
Creșterea constantă a traficului duce la o saturare a liniilor radiale spre Paris, mai ales a celor care sunt folosite și de alte tipuri de trenuri. Pe lângă mărirea capacității, o soluție scumpă și dificil de pus în practică datorită țesutului urban dens, o altă soluție o reprezintă liniile transversale, sau tangențiale. Creșterea demografică a regiunii și partea ridicată alocată automobilelor în transportul între suburbii confirmă această soluție.
SNCF propune redeschiderea liniei Grande Ceinture (Centura Mare) pentru a asigura anumite legături fără a trece prin Paris. O primă bucată a fost deschisă în 2003 în Yvelines, numită Grande ceinture Ouest, dar această linie nu leagă gări importante, fiind deci puțin folosită. De aceea, va fi convertită în 2018 în tram-tren și prelungită la amebele capete pentru a deservi gări mai importante, fiind redenumită în Tangențiala Vest (prescurtat TGO). O a doua bucată mai mare a fost creată în 2014 prin Tangențiala Nord, sub forma unui tren ușor, rezultat a peste 30 de ani de încercări. Numeroasele corespondențe și deservirea unor zone dens populate din 3 departamente oferă speranțe pentru un număr ridicat de călători. Există de asemenea și alte proiecte în studiu.
În iulie 2010, RFF anunță un plan de 4 miliarde de euro de reducere a problemelor din rețea cu 30% până în 2012, urmată de o "modernizare profundă" a rețelei în următorii 15-20 de ani, fondată pe comanda centralizată a rețelei, cunoscută sub numele de proiectul  NExT (Nouveau système d'exploitation des trains).